# 北管
北管為臺灣漢族傳統音樂的其中一種，在臺灣與來自閩南地區（泉州、廈門）的南管互為對應，而得名北管；就名稱來說，「北」除了指涉地理方位之外，也用來表示較熱鬧高亢的音樂風格，「管」則有多種解釋：管子、管樂器、樂調，在此可理解為音樂派別或品種。北管樂內容包括「器樂」與「歌樂」；其中歌樂（包括戲曲與細曲）的曲辭及口白等使用一種官話漢語（北管音樂界稱為正音官話）。

## 歷史
北管傳入臺灣的時間較南管為晚，大約在清朝乾隆、嘉慶年間；許多傳到臺灣中不屬於福佬或客家系統的音樂聲腔和戲曲，都會被歸入北管的範圍，北管音樂類型主要有牌子、幼曲（細曲）、絃譜、戲曲等；在臺灣，常相對於來自福建泉州的「南管」音樂。
依據文獻資料推測，北管樂由台南府城向臺灣的南北部發展。從臺灣最古老的北管子弟館閣（彰化梨春園）的館閣文物中，可以推算出大約在清朝乾隆、嘉慶年間，臺灣社會文化中早已盛行北管戲曲音樂，以作為當時人民的休閒娛樂、酬神慶賀典禮等活動的重要音樂；雖然目前仍無法從現有記載得知北管實際傳入臺灣的確切時間，但北管戲曲唱腔與明清時期的「崑腔」、「皮黃」、「亂彈」等有所關連，幼曲（細曲）與明清俗曲有關，牌子為出自南北曲曲牌系統的音樂；透過秦腔、河南梆子等梆子腔、漢劇、浦江亂彈、廣東西秦戲之唱腔比較，可了解到：板腔體之【平板】、【緊中慢】來自婺劇系統的浦江亂彈，【流水】（【二凡】）板式則來自廣東西秦戲，北管曲牌體的唱腔來自崑腔，至於小曲類的唱腔【耍孩兒】、【四空門】、【梆子腔】等曲調，則分別吸收自漢劇與廣東西秦戲。
從戲曲的人文生態觀之，北管音樂主要流傳在臺灣漳州籍移民聚居地區，一般皆認為它從福建的漳州地區隨移民傳入臺灣，然而在今日福建省，卻無與北管音樂相關的劇種，反而在鄰近福建的省份——廣東與浙江，能找到幾乎與臺灣北管音樂相同的曲腔。

### （一）牌子與扮仙戲的北曲來源
牌子為北管音樂中鼓吹型態的音樂，來源分為古路與新路，一般而言，一支曲調皆分為古路與新路，古路牌子的樂曲組織分為連套、單曲聯章及單曲，三者皆有曲詞，其中單曲聯章皆由三段組成，即「母身」、「清」（或寫做稱）、「讚」。

以【普天樂】為例：

母身

錦帆開，牙墻動，百花丹青波湧。蘭舟渡，萬紫千紅，蘭花枝弄蝶遊蜂為，前遮後擁。風吟聲似濤濃，拾翠仙聲尋芳來往，遊遍春風。
清

旌旗開鸞旗擁，箭雕翎飛蜂擁，兒郎們一個個英雄逞威風。海島山崩，山河一統，三軍盡盡忠，但願此去旗開得勝成功。
讚

馬隊兒陣陣排，軍隊兒陣陣挨，八三軍列在荒郊外，紅鑼錦繡望君王到來，滾龍袍藍田帶，種三軍打歪，兒郎們喝彩排開。番江捲海，犬兒吠，鶯兒乖，犬兒吠，鶯兒乖。

根據北管館閣的牌子樂譜，【普天樂】為七聲音階，相對應於北曲，其樂譜與《九宮大成南北詞宮譜》所收錄的【普天樂】並不相同。從形式來看，北管曲牌【普天樂】為三段體，北曲屬於單段體，兩者明顯不同。
北管扮仙戲音樂系統與正戲不同，多數扮仙戲音樂為曲牌體，若干劇目乃出自北曲，如《天官賜福》的曲牌為【醉花陰】、【喜遷鶯】、【四門子】、【水仙仔】、【尾聲】，其歌詞、曲調與保存於崑曲中的《賜福》完全一致。。《卸甲》，其曲牌名稱雖然脫落，歌詞文本、曲調與崑曲中的《滿床笏•卸甲》大致上相同。
從扮仙戲的曲調名稱、聯套方式以及旋律等方面初步考察，可確知它們與元明時期的中國文人音樂中的藝術歌曲有源流關係。

### （二）細曲與明清小曲關係
北管音樂中的細曲為清唱型態的形式，從展演形式來看與北曲或南曲是相同的，然而從曲調名稱或旋律來看兩者並無任何關係。北管細曲曲調名稱分為兩種不同系統，一為名稱與南北曲相同者，另一種為名稱不見於南北曲。
關於細曲的源流，從文本方面考察。《昭君和番》為一首聯章歌曲，明代音樂戲曲資料《群音類選》中收錄了《王昭君和番》一劇，其中第二支曲牌【點絳唇】的文本為：

忽聽得金鼓連天振地，人賽彪馬似龍飛，只見旌旗閃閃黑白似雲飛，見番兵似群羊聚，似髮枯松，面如黑，鼻似鷹勾，鬚捲山驢，教他下陣在關前立，我一似斷線風箏難迴避，好一似絃斷無聲韻不回，好一似石沉海底月正圓，又被雲遮。（下略）
北管細曲《昭君和番》第五段唱詞，與上述完全相同。
另一歌曲《蕭何追韓信》，其中第四支以後的曲牌，文本為：

【雁兒落】老丞相你不必將咱趕，俺韓信則索把程途盼，我餵什恰相逢便噤聲，非是我不言語將你相輕慢。
【得勝令】呀，我只怕叉手告人難，因此上懶下寶雕鞍，提起那漢天子尤心困，想起那楚重瞳怎掛眼，乘峻馬離鞍，向落日斜陽岸，伴衰笠綸竿，我只待西風渭水寒。
【掛玉鉤】我怎肯一事無成兩鬢斑，他既不用俺英雄漢，因此上鐵甲將軍夜渡關。（下略）
【川撥棹】半夜裡恰回還，抵多少夕陽歸去晚，澗水潺潺，環珮珊珊。（下略）
【七弟兄】腳踏著跳板，手扶定竹竿，不住地把船灣，兀只見沙鷗驚起蘆花岸，忒愣愣飛過蓼花灘。（下略）
【梅花酒】呀雖然是暮景殘，恰夜盡更闌，對綠水青山正天淡雲閑。（下略）

北管細曲《蕭何月下追韓信》的文本，與《群音類選》編輯之內容完全一致。
由上述初步比較，可見北管細曲來源與明代和清代細曲有密切的源流關係。

### （三）古路戲曲唱腔源流
北管古路戲唱腔由板腔、曲牌、小曲等三類樂曲組成。板腔類唱腔的基本特徵為：每一板式雖可演唱長篇的唱段，基本曲調結構則只由兩句構成，京劇的【西皮】、【二黃】與梆子腔系統的秦腔與河北梆子亦皆如此。第二特徵為同一板腔系統的唱腔，彼此之間具有相同的曲調架構。
第二個特徵為同一板腔系統的唱腔，彼此之間具有相同的曲調架構，如西皮系統【原板】、【慢板】、【流水】，都有相同的主要旋律。
北管古路戲曲屬於板腔者，有【彩板】、【平板】、【流水】、【十二丈】、【緊中慢】、【慢中緊】、【緊板】、【鴛鴦板】〔平板一段與流水一段演奏〕。除了【彩板】外，都屬於獨立板式；反調類版式則有【彩板】、【平板】、【流水】、【緊中慢】等。
①與「梆子腔」的關係
北管古路戲曲唱腔的音調高亢，且節奏流暢，從音樂風格上來看，與秦腔和河南梆子高亢特色有些近似，有關古路戲唱腔的源流常讓人想起跟中國戲劇曲腔中的梆子腔，不過透過曲調的比較，無法找到北管古路戲與梆子腔系統戲曲之間的聯繫。梆子腔所屬劇種有秦腔、山西梆子、河南梆子、河北梆子。透過梆子腔代表劇種秦腔的比較窺知一二。
秦腔運用最廣泛的板式為「〔二六板〕」，該板式的特徵為唱腔的上句與下句（不包括兩劇之間的過門）都各有六板，因以為名，此一板式的拍法為一板一眼。古路戲主要板式為【平板】及【流水】，兩者的拍法皆為一板三撩，秦腔的板式與之相何者為【慢板】。秦腔慢板上句第一分句由中眼、第二分句由板起唱，下句第一分句與第二分句皆由中眼起唱。
北管古路戲【平板】起腔第一句的第一分句由板、第二段以後各段的第一分句由中撩，各段第一分句的第二分句由板起唱，下句的第一分句與第二分句分別由中撩與板起唱（上述中撩與中眼同義）；【流水】上句與下句的各分句都由板起唱。從該一比較可看出北管古路戲【平板】、【流水】與秦腔【慢板】的句法並不相同。
從板式結構觀之，北管古路戲主要唱腔與梆子腔系統為主要唱腔，根據目前掌握資料比較，並無相似之處。透過音階的比較，秦腔各板式音階多為七音音階，北管古路戲的所有唱腔基本上為五音音階構成；唱腔旋律中，北管古路戲【平板】和【流水】的旋律樸素，多有一音一拍或一音兩拍的音符構成，秦腔唱腔中曲調頗為華彩。透過音階與板式結構比較，可知北管古路戲板腔類曲調與秦腔並無相似之處。

②與「廣東西秦戲」關係
根據《中國戲曲志·廣東卷》的資料顯示，北管古路戲與廣東的西秦戲有較為密切的關係。西秦戲主要曲腔分為正線曲，西皮與二黃，正線曲包括二番、梆子兩類，其中正線曲所占的劇目約為三分之二，為西秦戲的主要劇目。其中二番類的板式計有：【二番】、【慢二番】、【緊二番】、【十二段】、【五更嘆】、【流水】、【緊板】、【哭板】，而以【二番】為主要板式。梆子類的主要板式有【平板】、【梆子】、【巴山反】、【三股分】。北管古路戲板式有：【彩板】、【平板】、【緊平板】、【流水】、【緊流水】、【十二丈】、【緊中慢】、【慢中緊】、【緊板】、【梆子腔】、【四空門】，【緊板】也有類似哭腔演唱的方式，可稱之為【哭板】。從板式名目觀之，北管古路戲與廣東西秦戲大體上能互相參照。
從《中國戲曲志·廣東卷》的樂譜資料，可以實際的比較北管古路戲之【平板】、【流水】與西秦戲【平板】、【二番】的曲調是否有相同性。北管古路戲的【流水】，手抄本常將【流水】與【二凡】互用，口語上亦然，都指相同的板式。從名稱上觀之，北管古路戲的【二凡】與西秦戲的【二番】為諧音關係。西秦戲板式中的【二番】與【流水】，兩者
拍法為一板三眼與有板無眼，北管古路戲拍法為一板三撩，從拍法形式可看出北管古路戲的【流水】與西秦戲的【二番】除了名稱的相似性，音樂型態也有基本關係。西秦戲【十二段】屬於角色邊做邊唱的板式，北管古路戲的板式【十二丈】，曲調名稱亦稱作【十二段】，也是角色邊做邊唱的場合。
從西秦戲與北管古路戲主要板式之名稱、用法等初步考察，可發現北管古路戲與西秦戲的關係比秦腔與河北梆子還密切。
③與「浦江亂彈」的關係
臺師大民族音樂研究所教授呂錘寬在2002年與日本琉球及中國大陸福建的學者進行「琉球御座樂、北管戲曲及中國傳統戲曲源流比較研究」時，曾到浙江衢州考察發現當地戲曲與北管古路戲唱腔的相似性。浦江亂彈為浙江婺劇的組成部分之一，根據浙江當地學者黃吉士編著的《浦江亂彈音樂》，或《中國戲曲音樂集成·浙江卷》中的資料，婺劇俗稱金華戲，由高腔、崑曲、亂彈、徽劇、灘簧、時調等六種聲腔組成。以內容組成觀之，臺灣的北管戲曲中的【平板】、【緊中慢】與浦江亂彈的關係較為密切。
浦江亂彈的板式計分為：【三五七】、【平板】、【流水】、【二凡】、【撥子】、【彈尖】六個系統，其中【平板】俗稱【蘆花】，唱詞形式也與【三五七】相同，唱腔也頗為近似，兩者的樂段長度相同，句法也一致，每分句之間都有過門。
北管古路戲唱腔中的【平板】與浦江亂彈的【三五七】或【平板】相若，旋律方面則與浦江亂彈的【平板】較為一致。
浦江亂彈中也有也有稱為【二凡】的唱腔，北管古路戲的【流水】也稱為【二凡】，其曲調與浦江亂彈的【二凡】並不相同，至於浦江亂彈中的【流水】與北管古路戲【緊中慢】頗為相同。兩者拍法都為每一小節一拍的形式，且皆無定譜，旋律也都同樣地有相當程度的即興。

### （四）新路戲曲與皮黃的關係
北管新路戲曲保存於臺灣中部地區的軒系與園系，以及北部地區的社系北管館閣，此外，被稱以「亂彈班」的職業戲班並有該類劇目。有人謔稱北管的新路戲曲「為京劇在鄉下的表哥」，說明兩者密切關係；北管新路戲與京戲的關係，可從劇本、音樂以及演出三個方面可比較。新路戲劇目與京戲相同者頗多，以封神榜、三國志、楊家將故事為多。劇本的內容亦有多本幾乎完全相同者，如《南天門》一劇，北管新路戲的文本為：

〈旦內〉【倒板】急急走來奔忙忙，

〈生旦同上〉〈旦〉【緊板】一陣珠淚腮胸膛，鰲魚脫出天羅網，〈生〉虎口裡逃出兩隻羊。〈生白〉小姑娘且喜逃出虎口，老奴攙扶你慢慢而走。〈旦〉曹福攙扶了，〈生白〉老奴知道。〈旦〉【緊板】【西皮】惱恨著魏忠賢逆賊奸黨，〈生〉我老爺為天官世代忠良。〈旦〉奴爹爹寫下了辭王表章，〈生〉魏忠賢上金殿未等天亮。〈旦〉天啓爺坐龍延月落無亮，〈生〉不容奏將家爺綁赴法場。〈旦〉都虧了陳伯父把本奏上，〈生〉去了官罷了職發回故鄉。（下略）

〈旦白〉曹福速醒速醒，〈生〉【倒板】老曹福跌深山一聲喊叫，〈同哭科〉【慢垛子】尊一聲小姑娘戲聽我言。前朝裡有幾個管家當羨，有馬義困鐵板與主申冤。…半空中一派仙，八仙齊赴蟠桃會。張古老騎驢站雲端，呂洞賓隨著韓湘子，藍彩和仙姑顯威靈，王母娘娘蓮臺坐。（下略）

除了極少數的文句組織有微小的差異，說白與曲辭與京戲的《南天門》是一致的。
又如《渭水河》一劇：

〈小過場〉〈老生上〉【引】政肅民安坐龍廷，各國王子孤為尊。〈白〉可恨紂王太不良，聽信讒言斬忠良，眼前若得騰雲起，一統江山美美年，孤西伯侯姬昌…【二黃平】一支清香達上蒼，祝告日月並三光，搖動金錢起一課，查看武吉吉和兇。八卦之內來推算，卻原來武吉命歸陰。……〈老生〉【反倒板】夢兒夢了飛熊到，【緊板】只見野畜撲帳中，鰲魚脫出天羅網手持寶劍往上砍，化作清風影無蹤。（下略）

〈老生白〉請問到長高姓尊名？〈大花〉貧道姓姜名尚字子牙，道號飛熊。……〈老生〉武吉過來，〈小花〉在，〈老生〉命你準備車輦伺候，〈小花〉領旨。〈老生〉先生請過其便，〈大花〉千歲請。〈老生〉【二黃】有孤王夜夢見飛熊入帳，〈大花〉今日裡渭水河邊會過聖賢。〈老生〉孤王的江山全靠你，〈大花〉保定周朝江山萬萬年。……〈老生內〉【西皮倒板】聽火炮三聲響聲其昭展，〈大花〉【西皮】手摻手帶先生大營來進，〈大花〉【西皮】有貧道進大營細把君觀。〈老生〉【西皮】教皇兒看衣巾先生更換，〈大花〉姜子牙川莽匏謝主隆恩。（下略）

此本戲之說白、唱辭等與京戲《渭水河》頗為相同，兩者的唱腔皆以二黃演唱，屬於同一系統。
在演出方面，北管新路戲的行當腳色、妝容，演員穿戴以及舞臺結構，參與人員演出前後場劃分，基本上與京戲一致。
唱腔方面，北管戲藝人雖然將新路戲唱腔稱為西皮，其時所稱之包括西皮與二黃，其中西皮類唱腔有【倒板】、【緊板】、【西皮】、【垛子】、【緊垛子】，二黃類的唱腔分為【倒板】、【緊板】、【二黃】、【二黃平】。其中西皮與二黃各板式，從板式結構至曲調，與京戲的西皮二黃所屬各板式基本上皆相同。綜上所述，可確知北管新路戲與京戲唱腔的同源性。

## 北管人文現象與分佈

### 組織與活動
（一）館閣組成

館閣，為傳統音樂團體組織的總稱，大部分音樂團體除了出外表演之外，大部分在此從事學習與展演的活動，北管館閣所屬的樂團的個別名稱作〇〇軒，〇〇園或〇〇社，館閣作用不僅為音樂展演之場所，亦為無形文化資產保存地方，對於臺灣漢族傳統音樂而言，館閣具有音樂學院與音樂表演的雙重功能；館閣組成包括館主、館先生與館員。
（二）演出型態

北管音樂樂曲種類的展演觀察，可將北管樂的演出型態分為排場、上棚與出陣。

①排場

為北管音樂最普遍見到的演出形式，北管排場的演出程序由牌子鬧臺開場，再演唱扮仙曲牌，表演的主體為演唱古路或新路戲曲。
②上棚

上棚，顧名思義為登上架設的棚子，為北管音樂界登臺演戲的通稱，亦即粉墨登場之演戲活動，如果只是在搭的高棚上演奏，則不能稱作上棚。上棚為北管館閣的專有詞彙，職業戲班的演出，民間口語稱為做戲、搬戲，一般北管館閣演出形式以排場為主，上棚演戲時機為地方廟宇有慶典活動或不同系統派別的館閣有較量時的「拚館」。
演戲程序如排場演出一樣，有固定程序，首先為鬧臺演奏若干曲牌，告示附近居民戲劇即將演出，演戲以扮仙戲開場，為迎祥納福為目的，扮仙戲內容結構為三段，但通常只取第一段劇目為名，例如《三仙會》的演出，事實上包括〈三仙會〉，〈封王〉或〈加官〉與〈金榜〉。隨後演出的正戲，有唱功戲與做工戲，為了熱鬧，多半會選擇做工戲演出。
演戲為職業北管戲搬的主要活動型態，業餘北管館閣主要以排場形式演出，只有在特殊時機才會登台演出。
③出陣

出陣為廟會慶典活動中以行進方式演出，出陣可分為例行性與偶然性，例行性出陣為館閣所在地之角頭廟宇於廟會慶典作為駕前鼓吹，如彰化梨春園為南瑤宮所聘，臺北稻江靈安社為大稻埕霞海城隍廟所聘。偶然性的出陣為館閣建館周年紀念或館閣內供奉之祖師爺繞境時。出陣時樂隊的編制及演奏的樂曲，在不同地區有若干差異，中部地區的館閣於迎神賽會或喪葬場合都為相同的鼓吹陣，演奏鼓吹類的曲牌；新北市與宜蘭縣的北管館閣於廟會出陣的陣頭為鼓吹，演奏鼓吹曲牌；如為喪葬場合，豬的陣頭為十音，樂隊編制為小吹、絲竹類樂器、小型的銅器，演奏的樂器為譜。

### 分佈與傳承
北管樂團在臺灣各地都有，分佈上則有密度上差異，以彰化與宜蘭的館閣最多，而北管館閣也以傳承來源而有系統性的區分。

### 館閣分佈

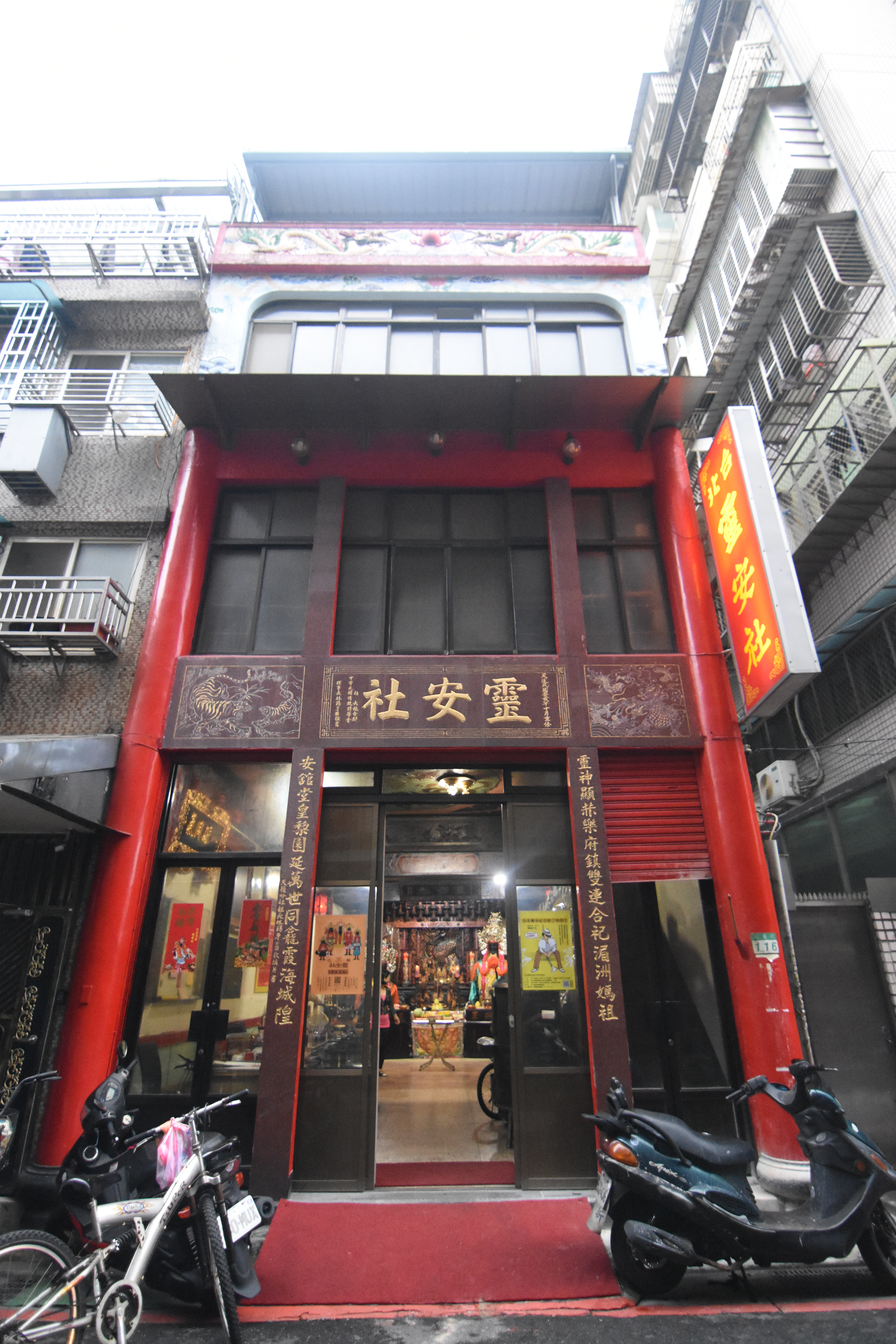
北管館閣

北館為臺灣漢族的傳統音樂，普遍流傳於漢族聚居區，作為娛樂兼使用於廟會中的北管館閣，隨著早期移民入臺開發、地方風俗、經濟因素等，有分佈上的差異。
（一）地理分佈與系統

北管音樂流行以區域地理而言，於中央山脈以西的平原地帶以及臺灣北部地區種類豐富，人文上的區劃來說，中部地區之彰化與臺中，分為軒系與園系，凡名稱為「軒」或「園」之館閣，皆有傳承上的關係。北部地區的北管館閣則分成社系與堂系，與中部地區一樣，從某一館閣分出去新設立的的曲館，皆取名為〇〇社或〇〇堂。
宜蘭與基隆兩地的館閣，一致的以同一名稱做為館名，兩地的社系館閣名為「聚樂社」，堂系館閣為「得意堂」，具體再以縣市鄉鎮為別，如基隆得意堂、瑞芳得意堂，在同一鄉鎮之內則稱以第一組第二組等，如基隆市得意堂有十三組之多，意即為該行政區有十三個北管館閣，同一個堂名（或社名）含有相互的淵源關係，組別表示皆為獨立的團體。
北管館閣分為軒園或堂社，其含意有兩種，一為表示傳授系統的關係，此一情形在全臺灣各地皆相同；另一方面表示音樂系統派別，此一情況屬於北部地區的現象，凡屬於社系館閣都專門學習古路戲曲，奉祀的祖師爺為西秦王爺；堂系館閣專門學習新路戲曲，奉祀得祖師爺為田都元帥，中南部地區則無此區別，不論軒系或園系館閣，皆學習古路與新路戲曲，奉祀祖師爺皆為西秦王爺。
（二）館閣分佈

根據邱坤良教授、林美容教授、洪惟助教授以及呂錘寬教授所作從1990年以來各項的北管資源調查，彙整出臺灣現存以及曾經存在的北管館閣總數如下表格：
| 地區     | 館閣數 | 說明 |
| -------- | ------ | ---- |
| 宜蘭縣   | 35     |      |
| 基隆市   | 69     |      |
| 臺北市   | 156    |      |
| 桃園市   | 64     |      |
| 新竹縣市 | 22     |      |
| 苗栗縣   | 38     |      |
| 臺中市   | 92     |      |
| 彰化縣   | 155    |      |
| 南投縣   | 43     |      |
| 雲林縣   | 33     |      |
| 嘉義縣   | 53     |      |
| 臺南市   | 36     |      |
| 高雄市   | 35     |      |
| 臺東縣   | 11     |      |
| 花蓮縣   | 19     |      |

從表格中可看出彰化縣以及臺北縣市的北管館閣密度最高，臺中縣市次之，漢族人口數較少的花東地區，北管館閣最少。

### 樂曲應用
北管為臺灣漢族傳統音樂，以樂曲種類來看有鼓吹樂、絲竹樂、細曲、戲曲，展演形式多元。從藝術層面來說，北管音樂可分為藝術性的表演以及民俗性活動。

#### （一）民俗活動中的北管音樂
臺人喜慶喪葬場合皆喜歡聘請音樂性陣頭，大多數音樂陣頭為熱鬧高亢的北管樂團，演奏曲目為北管牌子或絃譜。
①北管館閣出陣

北管出陣是以鼓吹樂為主，子弟型北管館閣於神明誕辰所出的陣頭，為排場樂隊編制，並搭配裝飾性器物，如宮燈、彩旗、彩牌以及鼓架。
②迎神賽會的鼓吹樂團類型

北管鼓吹樂在迎神慶典的鋪陳，取義於中國古代帝王朝會或出行時之鼓吹，排場以盛大為尚，隊伍兼具儀仗性，由於各地風俗有其差異性，因此神明鑾駕前之鼓吹有若干不同的形式，有「開路鼓」與「馬隊吹」。
㈠開路鼓

為大型的鼓吹陣頭，在迎神賽會時擔任神明鑾轎的前導，樂隊編制與排場表演時依樣，樂器有鼓、嗩吶、鑼、大鑼、小鈔、大鈔等，開路鼓在雲林、嘉義一帶的迎神賽會最常見。
㈡馬隊吹

亦為神明鑾轎的前導樂團，樂團人員屬於職業性，樂器有哨角、鼓、嗩吶、大鑼、鈔、響盞，出陣時有騎真馬，多在北部地區，雲林北港一帶的馬陣吹，由樂團人員穿著馬褲，並套上只或布逢製之馬。
開路鼓所演奏的曲目多為北管牌子，馬隊吹所用的曲目，除了有北管絃譜，還有馬隊吹專有曲目：蘇相一曲。
③婚慶喪葬場合之鼓吹樂

臺灣傳統社會的婚喪場合，鼓吹樂團有「鑼鼓」、「大鼓吹」、「八音」、「十音」、「大三通」、「感棲鼓」。
㈠鑼鼓

為送葬陣頭之一，樂器有通鼓、響盞、大鈔、小鈔、鑼，金門地區亦稱此行是為粗花鑼鼓，澎湖地區的樂器還會加上嗩吶，並用於迎神賽會場合。
㈡大鼓吹

為金門地區的送葬陣頭之一，樂器有嗩吶（若干支）、鼓、鈔、哨角（通常有兩支），除了用於喪葬之外，此一編制的樂團亦用於廟會的起鼓或鬧壇演奏。
㈢八音

用於迎娶或送葬隊伍，樂隊編制因地而異。金門地區的八音樂團用於送葬，樂器有殼子絃、三絃、大管絃、品、噯、銅鐘、大鈔、叫鑼。澎湖地區的八音用於迎娶，樂器有噯、品、三絃、大管絃、北鼓（單皮鼓）、鈔、雙音、銅鐘。客家地區的八音，過去主要用於婚嫁與廟會，偶而用於喪事場合，約在1960年代後，主要使用場合用於廟會與喪葬，所用樂器有嗩吶、殼子絃、和絃、三絃、喇叭絃、鼓、鑼、鈔等。中北部的八音主要用於喜慶；臺南地區的八音則用於喪葬，樂器有噯、殼子絃、大管絃、三絃、雲鑼、小鈔、叫鑼、銅鐘等，用於喜慶場合則用「客吹」。
㈣十音

又稱清音，為北部地區用於喪葬場合，樂器有喇叭弦、殼子絃、董子（絃樂器）、和絃、月琴、三絃、品、七音鑼（雲鑼）、雙音（或三音）、銅鐘、木魚等。
㈤大三通

為一種喜慶場合的小型鼓吹樂隊，曾在臺南地區出現，樂器有嗩吶（兩支）、鼓（兩面）、鑼（兩面）。
㈥感悽鼓

用於送葬隊伍，光復前在全臺各地普遍可見，今已罕見，所使用樂器有噯、和絃、南鑼及拍。

#### （二）宗教儀式中的北管音樂
北管音樂為漢族各類宗教儀式音樂的重要部分。
①祭祀拜神儀式中的北管音樂

迎神賽會的宗教儀式多為道教，在儀式的開始或結束時皆會演奏北管音樂，其曲目以北管譜最常見，結束時如果時間充足則會演奏牌子。儀式中如果有科介性動作，如步罡踏斗，仍以北管音樂做為過場，而科介性的儀式，以正一派道士做法，適用全套牌子《倒旗》，南部若干靈寶派道壇亦有此例。
北管除了做為道教儀式之過場樂，靈寶派道士亦以若干牌子以及【梆子腔】做為《分登科儀》及《禁壇科儀》之唱腔。道教儀式大規模使用北管音樂之場合為法事開始之起鼓以及鬧壇，起鼓時只演奏一或二支牌子，鬧壇則與北管排場表演相似，其表演曲目有扮仙與牌子等。
②除病補運類儀式中的北管音樂

除病儀式又稱補運、獅場，在罹患重病不癒之信士宅邸舉行儀式，主持儀式者為獅公，在1970年代，仍普遍見於北部地區，今日以極為罕見。除病補運類儀式與拜神儀式一樣，儀式開始起鼓，晚間鬧壇，曲目來自北管的譜或牌子，每一儀式的開始與結束，視時間長短斟酌安排過場譜，結束時煞譜或演奏牌子。除病補運類儀式的曲目與樂隊都不若拜神類儀式來的多元豐富。
③拔亡類儀式中的北管音樂

拔亡類儀式又稱做旬或做功德，為超渡亡靈之法事，拔亡類儀式的進行流程與拜神類儀式相似，始以起鼓，晚間鬧壇，並以北管譜或牌子為曲目，儀式中使用北管音樂的情形和拜神類儀式一樣。

#### （三）戲劇中的北管音樂
臺灣漢族的傳統戲劇除了南管梨園戲之外，多數劇種的唱腔及過場音樂，皆運用一定數量的北管音樂。與北管排場表演相比，戲劇中的北管音樂為過場之用，並非完整演奏整首曲目。
①做為前場唱腔

北管中的戲曲表演形式除了排場清唱或登臺演戲之劇唱，也被其他劇種所吸收，如布袋戲、傀儡戲、歌仔戲、客家大戲，做為戲曲中的唱腔。
㈠布袋戲

布袋戲中所使用的北管音樂唱腔曲調以【平板】、【緊中慢】、【彩板】、【梆子腔】為多。
㈡傀儡戲

臺灣的傀儡戲音樂唱腔在北部的音樂使用北管，南部使用南管。
㈢歌仔戲

歌仔戲所引用的北管戲曲唱腔有固定的程式，如仙道類角色出場時唱【梆子腔】，鬼魂類的角色上場時演場新舊路戲曲中反調的【反刀子】與【反緊中慢】，歌仔戲演員統稱陰調。
㈣客家大戲

客家大戲只吸收北管福路系統的曲調，較常用的有【平板】、【二煥】（也稱【流水】）、【緊中慢】、【慢中緊】、【緊板】、【四空門】等。
②做為戲劇後場音樂

北管音樂在戲劇後場音樂的應用，主要做為過場音樂。布袋戲、傀儡戲、歌仔戲、客家大戲的演出，每當有排場性的場面，皆有鼓吹樂做為襯場，根據場面性質、角色身分之不同，所使用曲目也有所區別。過場音樂主要演奏北管音樂的牌子。

## 樂曲種類
北管樂曲的演奏場合有藝術性的演出（排場、上棚）、歲時慶典活動的參與（廟會活動、婚喪喜慶）、宗教儀式及傳統戲劇的後場伴奏。依據北管館閣資料，北管樂曲分為「牌子」、「弦譜」、「細曲」、「戲曲」四類。

### 牌子（吹排；吹牌；排止；嗩吶牌子曲）
牌子的演奏為鼓吹，偶有帶曲詞演唱的情形。牌子的寫傳形式有三種，分別為工尺譜形式、只有曲詞形式與工尺譜帶曲詞的形式，以工尺譜形式最為常見。牌子為北管館閣的排場演奏曲目之一，並可作為北管戲曲演出時的過場樂，此外其他傳統戲劇如歌仔戲、客家大戲、布袋戲或道教儀式之後場之中也有此類曲目。牌子可分為古路牌子、新路牌子以及四平牌子，古路與新路為排場曲目，並用於戲曲之中，四平牌子只做為戲曲之中的過場樂；根據樂曲的組織，牌子可分為聯套牌子（大宮牌子）、單曲聯章牌子（三條宮牌子）與單曲（散牌）三類。
① 聯套牌子（大宮牌子）

聯套牌子，是由若干支曲牌所組成。此類牌子命名方式有三種，一為以曲調的數目為名，如【十牌】，乃以其曲調數有數十支為名；第二種命名方式為以文本的內容所屬為名，如【倒旗】的聯套，乃用於戲曲《秦瓊倒銅旗》中因而為名；第三種命名方式為利用聯套中第一支曲牌為名，例如【鬥鵪鶉】的牌子，實為聯套牌子，而並非只為一支【鬥鵪鶉】的曲牌而已。聯套牌子多為古路，只有少數有古路與新路之分。依聯套的實際運用仍有與元代北曲相同的情形，即有散套語劇套之分，散套用於排場演奏，劇套用於扮仙戲中。
北管聯套曲牌有：

【十牌】（有古路與新路）、【大報】（有古路與新路兩種）、【玉葫蘆】、【白登城】、【西城】、【油葫蘆】、【鐵葫蘆】、【赤葫蘆】、【火葫蘆】、【紫葫蘆】、【遊葫蘆】、【金孔雀】、【金葫蘆】、【紅葫蘆】、【銀葫蘆】、【銅葫蘆】、【聖葫蘆】、【勝葫蘆】、【風雷雨】、【倒枝梅】、【倒旗】、【鬥鵪鶉】（有古路與新路兩種）、【遊石虎】、【對雙鳳】、【精魁令】、【龍虎鬥】、【鐵龍山】、【鬥龍詞】等...。
②單曲聯章牌子（三條宮牌子）

單曲聯章牌子乃由三支曲調組成，三支曲調以第一支曲調的名稱總其名，各段則分別稱以母身、清、讚。單曲聯章式牌子的三段之間，並無主題變奏的關係，第二段與第三段的樂曲篇幅通常亦較第一段短。
單曲聯章式牌子有古路與新路兩種，古路牌子有曲詞而新路只有工尺譜沒有曲詞。單曲聯章式牌子中，有同一曲牌名稱而分為古路與新路者，其中兩者曲調並無任何關係。
北管單曲聯章曲牌有：

【一江風】（有古路與新路兩種）、【二犯江兒水】（有古路與新路兩種別稱二凡）、【下山虎】（有古路與新路兩種）、【大五馬】、【大瓶爵】（有古路與新路兩種）、【大燈對】、【小江風】、【小駕舟】、【山坡羊】（有古路與新路兩種）、【不是路】、【五傳花】（有古路與新路兩種）、【五穀豐登】、【天堂令】、【天貴香】、【火葫蘆】、【仙桃紅】、【仙桃龍】、【玉如意】、【玉芙蓉】、【玉瓶爵】、【玉蟾蜍】、【甘州歌】、【伐荊軻】、【行雷龍】、【尾犯序】（有古路與新路兩種）、【兔兒】（有古路與新路）、【兔兒子】、【爬山虎】、【金環記】、【急風雲】、【秋聲】、【穿山龍】、【降黃龍】（有古路與新路兩種）、【桐城歌】、【祝勝令】、【粉蝶兒】、【送春酒】、【鬥龍序】、【梁州序】、【青天序】、【普天樂】（有古路與新路）、【普庵咒】、【畫眉序】（有古路與新路兩種）、【番竹馬】（有古路與新路兩種）、【開文蝶】、【傾杯玉芙蓉】、【新五嶽】、【新天嶽】、【遊月宮】、【遊封疆】、【遊荊州】、【遊將令】、【雷聲響】、【鳳凰歌】、【醉翁子】、【錦堂月】、【雙玉印】、【雙拜塔】、【雙貴子】、【雙鳳記】等...。
③單曲牌子（散牌）

單曲牌子是由一支單段式曲牌構成，其曲調名稱多見於元明時期的北曲或南曲中。單曲式牌子可分為古路、新路以及四平，樂曲篇幅皆短，以做為過場樂使用。

北管曲牌主要以嗩吶演奏為主，俗稱牌子，主要音樂性質為曲牌體，以嗩吶為主奏，加上鑼鼓伴奏。
牌子演奏當中常有一些入破的段落，也就是在曲牌演奏當中掛入一段鑼鼓搭配嗩吶的無限反覆，該技巧則稱為掛弄（掛浪）、亦可掛入單由鑼鼓點所構成之空牌；曲牌與曲牌之間通常以鑼鼓串聯，一套牌子之間亦可使用掛浪連結。
通常福祿派的曲牌會在前面加一個舊字，而西路派的曲牌則會加新字，例如：【舊風入松】、【新一江風】等等，惟舊字在口語上通常不會特別提及。

### 譜（過場譜、絃譜）
不同於鼓吹類牌子的北管器樂，譜又稱「絃譜」，為一種絲竹類音樂，此種絲竹合奏形式亦見於南管音樂中，用於戲曲間過場、細曲演唱當中所穿插，因此又稱為串（串仔譜）、過場譜，除了單支曲目以外亦有連套演奏之曲目，亦可單獨演奏。通常稱為「串」之場合，屬於小過場以絲線樂器演奏；稱為「吹場」之場合屬於大過場，以大吹演奏。
在北管的總綱當中亦會記載區分「落串」、「吹場」或大、小過場，作為吹場應用時則再依拍法區分為「慢吹場」與「緊吹場」，慢吹場多為一板三撩或一板一撩；緊吹場通常以折字所形成，則多為疊板、亦有一板一撩之情形。一些特殊場合、例如八音、十音等等會以提絃與噠仔為領奏，搭配其他過絲竹樂器所共同演奏。而大鼓浪、鼓亭譜則是將原本的過場譜放慢一倍再加花所形成。
北管絃譜的曲目仍有相當的數量，依樂曲組織可分為聯章與單章。根據音樂的源流，則有北管本身固有音樂以及吸收自其他傳統音樂的曲目，後者較為明確者為吸收自廣東音樂曲目，民間藝師在口語上已有區分，「廣東串、廣東譜、漢樂、漢譜」，抄本上多書為「廣東串」；此外有吸收自民間小調者，曲調通常極為簡短，如【閹豬譜】。
① 聯章

聯章絃譜是由若干樂段組成，演奏時從頭到尾沒有停頓。聯章絃譜的樂曲單位稱為「套」，每套的樂章數皆為四段，其數量並不多，有〈上四套〉、〈下四套〉、〈小四套〉、〈新四套〉、〈四時景〉。
②單章

單章絃譜由一段樂曲組成，為絃譜的主體，曲目數量較多，來源亦較多元，有北管樂所固有曲目，也有吸收自廣東音樂及民間小調。屬於北管固有的絃譜通用於各地的北管館閣，演奏手法也較為一致，尤其是擦奏式絃類樂器，弓法與按絃法皆與演奏細曲或戲曲時一致。北管絃譜的曲牌有：

【一支草】、【一年春】、【一江風】、【一枝花】、【一支香】、【一支梅】、【一條根】、【一粒星】、【一粒珠】、【一串蓮】、【七吋蓮】、【七句詩】、【七星劍】、【七賢】、【八圳】、【九句詩】、【九連環】、【二八佳人】、【二音】、【二錦】、【八句詩】、【八板頭】、【大八板】、【十番頭】、【卜元宵】、【下小樓】、【千里怨】、【大開門】、【小開門】、【天下樂】、【月兒高】、【水底魚】、【石榴花】、【百家春】、【西江月】、【到春來】、【昇平樂】、【嶽陽三拜】、【寄生草】、【將軍令】、【普庵咒】、【朝天子】、【擂鐘臺】等...。
吸收自廣東音樂的北管譜曲有：

【三潭映月】、【上海行】、【上雲梯】、【小桃紅】、【王昭君】、【平湖秋月】、【狂歡】、【青梅竹馬】、【雨打芭蕉】、【昭君怨】、【恨東皇】、【娛樂昇平】、【校花瓶】、【粉紅蓮】、【剪剪花】、【寒江月】、【悲愁】、【朝天子】、【雁落平沙】、【雄雞】、【滿場飛】、【餓馬搖鈴】、【燭影搖紅】等....。

### 細曲（崑腔）
細曲，又稱之為「幼曲」，是指以提絃領奏，其他絲竹伴奏為主的演唱曲，演唱者執板制節。細曲相對於戲曲唱腔而言，戲曲唱腔旋律簡短，裝飾音較少。
細曲屬於曲牌體，亦分為曲牌連套與單曲、小曲，前兩種體裁可視為北管所固有，後者為吸收自明清時期的城市通俗歌曲。
①聯套

根據樂曲體裁之別，細曲分為大牌與小牌，其中小牌為聯套，由若干篇幅短的樂曲組成，其體式以【碧波玉】、【桐城歌】、【素落】、【雙疊翠】為多，其中各段樂曲名稱仍可視為曲牌，然而除了【桐城歌】之外，其餘曲調名稱並不見於南曲或北曲之「曲牌」，因此兩者在曲調名稱方面有明顯的區別。大牌的體式有兩種，分別為不分任何段落的長篇歌曲與若干曲牌組成的歌曲。
聯套的細曲曲目有：

〈六月飛霜〉（出自竇娥冤）、〈王婆罵雞〉、〈昭君出塞〉、〈打番〉、〈奇逢〉、〈店會〉、〈花判〉、〈金印歸家〉、〈爛柯山〉（出自朱買臣休妻）、〈封相〉、〈思凡〉
、〈思夫〉、〈思秋〉、〈思潘〉、〈昭君怨〉、〈秋江別〉、〈赴會〉、〈迫休〉、〈烏盆〉、〈追韓信〉（又名〈蕭何月下追韓信〉）、〈鬥草〉、〈掃墳〉、〈望西樓〉、〈殺惜〉、〈訪普〉、〈復陽歌〉、〈琵琶詞〉、〈番子歌〉、〈華容道〉、〈漁家樂〉、〈寫本〉、〈鬧朝〉、〈醒時迷〉、〈繡襦記〉、〈勸友〉。
〈復陽歌〉的唱詞為吉祥福慶類，常用於拜神慶壽的場合，〈醒時迷〉內容悲傷，為弔喪場合的專用曲目。
②單曲

體裁屬於單曲的細曲為一支樂曲組成，此類樂曲取名皆已佚失，命名方式已歌詞首句的前三或四字為名，如【桃花燦】，唱詞首句為「桃花燦梨花爛」，【青山渺】，唱詞首句為「青山渺渺綠水茫茫」；或已文本內容之事件為名，如【醉倒】，為花和尚魯智深醉倒山門之事。單曲形式的細曲曲目計有：

【七調灣】、【三更天】、【小南詞】、【小思凡】、【小思夫】、【小思春】、【小秋江別】、【單桂飄香】、【古城會】、【虞美人】、【昇平曲】、【花鼓崑】、【邵詩詞】、【南詞】、【春景】、【桃花燦】、【寄書】、【普天同慶】、【賣油郎】、【醉倒】、【橋別】、【番門扇】、【躂珠球】。
②小曲

小曲有兩種意義，一種指樂曲之篇幅極為短小，另一種指的是樂曲風格。為了區別於樂種的主體系統。流傳於北管館閣的歌唱類音樂，凡是不屬於戲曲曲腔、聯套細曲與單曲之細曲，分類上仍將之歸為細曲，然而這類細曲並非排場真正曲目，多屬消遣之作，且中多數曲調乃取自絃譜，屬於小曲的細曲有：

【八板頭】、【丹青畫】、【月兒高】、【四季景】、【石榴花】、【百家春】、【春景】、【將軍令】、【朝天子】、【繡球天】。
細曲的寫傳絕大多數皆為曲辭，除了散見於鹿港黃種煦先生所保存的抄本有少數細曲有工尺譜外，其餘並無抄寫工尺譜的傳統。

#### 細曲流傳概況
細曲為北管音樂的形式之一，在臺灣中部地區的館閣都有保存一定數量的細曲抄本。南部與北部的北管館閣多不知有細曲，僅由專門以細曲為內容的館閣有保存。北部地區以細曲為內容的館閣為臺北市艋舺的集音閣，該館也自稱為「崑腔陣」，除了稱演唱的音樂系統為細曲，也稱奇樂曲曲調為崑腔。

### 戲曲

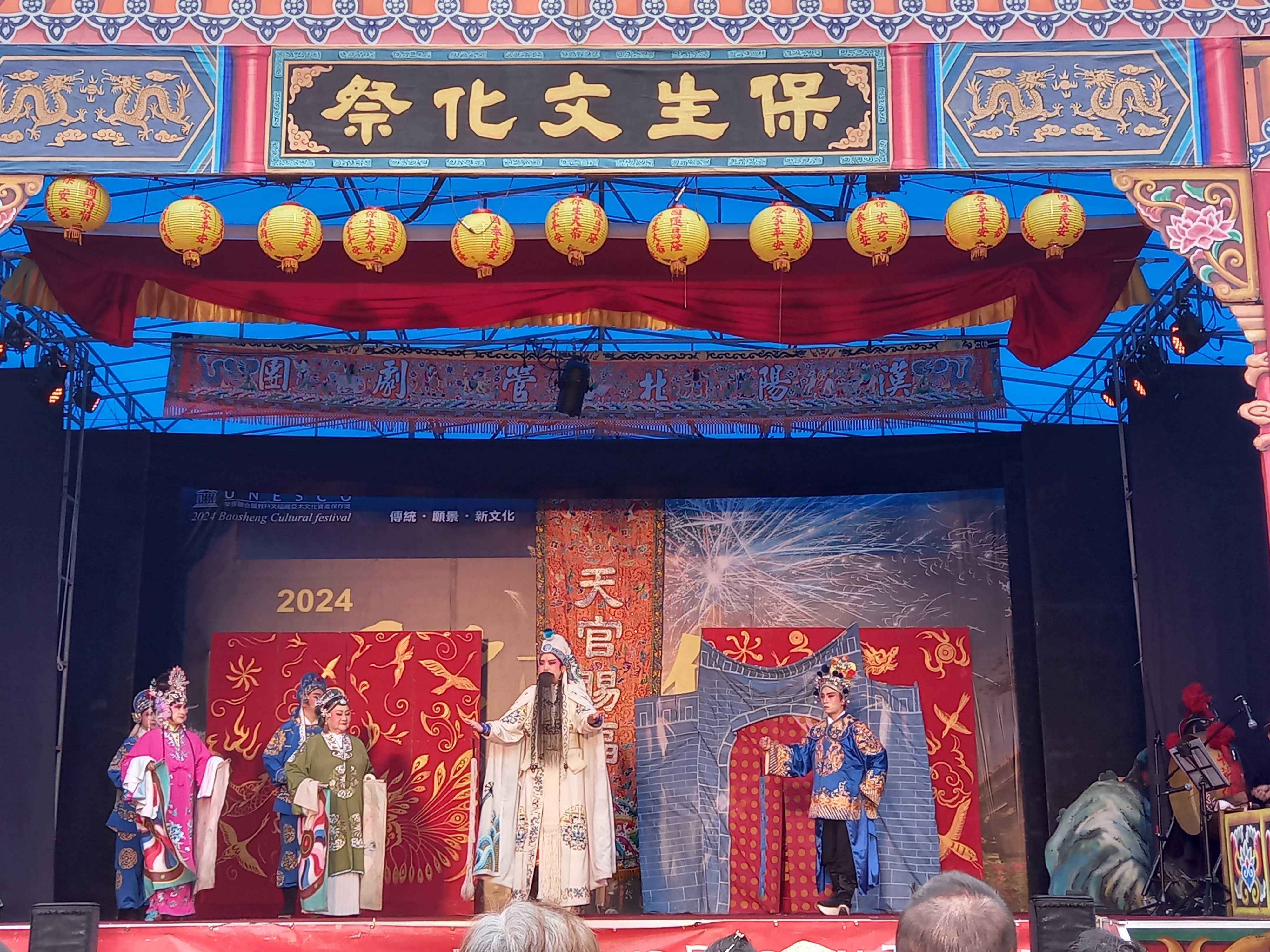
北管戲曲

北管館閣除了清奏的音樂，並保存了為數豐富的戲曲，此一類樂曲城為北管館閣演出主要內容。以聲腔系統之別可分為崑腔戲曲、福路戲曲、西皮戲曲；依劇目性質可分為扮仙戲曲、古路戲曲、新路戲曲。
十七至十九世紀，北管音樂或借重音樂伴奏衍生的人聲戲曲臺灣大為流行，其中西皮派所使用部份曲調與京劇曲調相仿，因此學者俞大綱稱北管為京劇「鄉下表哥」。並延伸出「四平」和「亂彈」兩種劇種，不過，因為前者在臺灣接近失傳，因此21世紀後之北管戲，於臺灣皆稱為亂彈戲；然而實際上北管戲又分為子弟戲以及亂彈班，前者為業餘子弟酬神娛樂而請先生來教戲，後者才為真正意義上的亂彈戲是由職業戲班所演出，身段精緻度上略有差別。
北管戲屬於梆黃劇種，唱念用的語言業內稱為官話（湖廣官話），為帶有閩南口音的官話發音。又分成梆子體系的福路（古路；舊路；福祿）和皮黃體系的西路（新路；西皮），領奏胡琴以及鑼鼓點略有不同，唱腔曲調更是井水不犯河水。
然而西路和福路都稱胡琴的第2把手為和弦，惟福路系統偏好使用大椰胡作和絃，而西路系統則偏好使用京二胡或二胡，除了頭手絃不可變動以外其餘文場樂器皆自由搭配。
（一）扮仙戲唱腔

扮仙戲為儀式性戲劇，劇目總數約有二十齣，唱腔系統複雜，有吸收自崑腔曲調，也有以古路戲唱腔演唱。扮仙戲口語稱為「仙齣」，扮仙戲劇本內容可分為：

神仙劇：內容為天上神仙賀壽聚會，如《三仙會》、《醉八仙》

賜福劇：內容為天上神仙下凡賜福予凡間有福之人，如《送麟兒》

誥封劇：人間的公侯將相立功受褒，如《卸甲》為唐代郭子儀立了諸多戰功，返國之後受封為汾陽王，由皇帝親自為它卸下盔甲；《封相》為戰國時代蘇秦遊說天下諸侯國有功之後，受封為宰相。

扮仙戲為北管戲曲演出的第一組節目，無論排場清唱或上臺演戲，每次扮仙只演一齣做為開場之用，後面兩齣則為每場扮仙戲必演，並為相同順序，例如演出時所稱的劇目為《天官賜福》，旦真正演出則為《天官賜福》+《封王》或《跳加官》+《金榜》，演出人員通常不會告訴觀眾全套劇目名稱。
以扮仙戲的音樂系統可分為崑腔、古路唱腔及南詞。
①崑腔：

「崑腔」為北管音樂藝人之術語，劇中音樂由若干曲牌組成，這些曲牌的名稱，與元朝時的北曲一致，且旋律上基本上相同。北管扮仙戲的音樂屬於崑腔者，其劇目及曲牌連套有：
《醉仙》：又稱《醉八仙》，曲牌有【粉蝶兒】、【泣顏回】、【上小樓】、【下小樓】、【石榴花】、【黃龍滾】、【疊疊犯】。

《三仙白》：【點絳唇】、【粉蝶兒】、【泣顏回】、【上小樓】、【下小樓】、【千秋歲】、【清板】、【尾聲】。

《天官賜福》：【醉花陰】、【喜遷鶯】、【四門子】、【水仙子】、【北尾聲】。

《長春》：曲牌名皆已佚失，共有七支曲牌，曲本上皆標示第一牌、第二牌……第七牌。

《卸甲》：與《長春》相同，曲牌名皆已佚失，共有七支曲牌，前後有引子與【尾聲】，引子曲牌為【點絳唇】。

《封王》：無唱腔，只有嗩吶曲牌【玉芙蓉】。

《大金榜》：唱梆子腔、鎖南皮，嗩吶曲牌【得流子】、【三通】、【尾聲】。

《金榜》：無唱腔，只有嗩吶曲牌【泣顏回】、【清板】、【尾聲】。

《大八仙》：嗩吶曲牌【點絳唇】、【新水令】、【泣顏回】、【雁兒落】、【沾美酒】、【清江引】。

《小八仙》：嗩吶曲牌【小仙子】、【壽宴開】、【紅繡鞋】及【尾聲】。

《河北封王》：曲牌名已佚失，計有三支曲牌，之前並有一引子【點絳唇】，第一支曲牌標示為【崑頭】。

《河北金榜》：曲牌名已佚失，共有三支曲牌，其後並有一【尾聲】。

②古路戲唱腔

北管扮仙戲除了崑腔曲調外，也有使用古路戲唱腔演唱：

《古三仙會》：以古路戲唱腔演唱的三仙會劇目，演唱曲調隨著不同館閣而異。

《新天官》：與崑腔的《天官賜福》大體相同，有【崑頭】、【梆子腔】、【清板】、【尾聲】
另一版本【醉花陰】、【喜遷鶯】、【四門子】、【水仙子】、【北尾聲】。

《飄海》：唱腔有【梆子腔】、【皮子】、【平板】，嗩吶吹牌有【風入松】、【畫眉序】、【普天樂】、【上小樓】、【下小樓】。

《太極圖》：【緊中慢】、【平板】。

《掛金牌》：以古路戲唱腔演唱的掛金牌劇目，有【彩板】、【流水】、【慢中緊】、【清江引】另一版本有【彩板】、【平板】、【流水】、【緊中慢】、【尾聲】。

③南詞唱腔

北管扮仙戲有少數劇目使用【南詞】唱腔：

《封相》：【點絳唇】、【油葫蘆】、【尾聲】。

《南詞仙會》：為三仙會劇本，唱腔為一種【南詞】的曲調。
④梆子腔唱腔

北管扮仙戲中有少數劇目冠以「新」，「新」並非用為新路戲曲之西皮或二黃曲調演唱，而是以【梆子腔】的曲調演唱，如《新三仙會》、《新天官》。北管扮仙戲中的【梆子腔】也被歌仔戲吸收，作為神仙角色出場時的唱腔，臺灣南部靈寶派道士在《敕水禁壇科儀》的五方結界法事，也以【梆子腔】演唱【結界呪】。
（二）古路戲曲

北管的古路戲曲又稱舊路，名稱中「古」或「舊」指的為傳入臺灣的時間，為屬於比較早者，有別於較晚傳入的新路戲曲。若以聲腔系統特徵來區分，北管藝人則將之稱為福路，有別於另一種聲腔【西皮】。

①劇目
依據劇本的長短，北管藝人將古路戲的劇目分為全本戲與折子戲，全本戲統計有二十五本。
根據北管藝師葉美景先生所提供資料，屬於全本的古路劇目有：

《雙貴圖》、《紫臺山》、《大河東》、《藥茶計》、《黑風山》（又名《三趕歸宋》）、《黑驢計》、《長壽寺》、《奇雙配》（又名《李奇哭監》）、《寶珠計》、《吉星臺》、《文武生賣馬》、《三官堂》（又名《陳世美不認前妻》）、《大和番》、《全家錄》、《忠孝全》、《出府》、《講親》、《鬧西河》、《莊子破棺》、《玉麒麟》、《王莽篡漢》、《敲金》、《寶蓮燈》、《紙馬計》、《倒旗》、《破慶陽》、《螃蟹計》。

古路戲折子戲計有兩百多部劇目。

②板式（非規律拍法）

古路戲唱腔屬於板腔體，曲調種類依樂曲結構可分為拍子自由類、有拍法類、小曲類。

古路戲屬於拍子自由唱腔有【彩板】、【緊中慢】、【慢中緊】、【緊板】。

③規律式拍法板式

古路戲屬於拍子自由唱腔有【平板】、【流水】、【鴛鴦板】、【十二丈】。

（三）新路戲曲

北管新路戲曲為傳入臺灣時間較古路戲晚，此一系統的劇本所使用的唱腔有「西皮」與「二黃」，若以聲腔特徵為名，則稱西皮。
①劇目
與古路戲一樣，新路戲劇目也有全本戲與折子戲之分。全本戲統計有三十五本。
根據北管藝師葉美景先生所提供資料，屬於全本的新路劇目有：

《彩樓配》（分上本與下本）、《小紅袍》、《九經堂》、《鐵板記》、《晉皆隋》、《對玉環》（又名《法門寺》）、《孽奇緣》、《籃天臺》、《海瑞超寶》、《甘露寺》、《八件衣》、《五臺進香》、《春秋配》、《南天門》（又名《天啓圖》）、《烏龍院》、《扈家莊》、《李家莊》、《蔡家莊》、《祝家莊》、《白登城》、《上天臺》、《四郎探母》、《高風山》、《大保國》、《反慶陽》、《趙匡胤走關西》、《狄青取珍珠旗》、《玉堂春》。

新路戲折子戲計有兩百多部劇目。

②西皮系統唱腔

以聲腔特徵為名，北管藝師雖然將新路戲曲稱為西皮，實際上包括的唱腔有西皮與二黃，其中二黃的唱腔實際上與京劇的二黃是一樣的，北管新路戲中屬於西皮的板式有【倒板】、【緊板】、【西皮】、【跺子】。

③二黃系統唱腔

二黃在北管手抄本多書寫為「二逢」、「二簧」，也有寫作「二皇」。北管新路戲中的屬於二黃板式有【倒板】、【緊板】、【二黃】、【二黃平】。

## 記譜及律制
採用工尺譜（工ㄨ譜）以及七孔律
| 工尺譜   | 上        | ㄨ       | 工       | 凡       | 合        | 士       | 一       | 上    | ㄨ   | 工   | 凡   | 六  | 五 | 乙 | 仩        | 亻ㄨ     |
| -------- | --------- | -------- | -------- | -------- | --------- | -------- | -------- | ----- | ---- | ---- | ---- | --- | -- | -- | --------- | -------- |
| 西洋唱名 | dol(低音) | re(低音) | mi(低音) | fa(低音) | sol(低音) | la(低音) | si(低音) | dol   | re   | mi   | fa   | sol | la | si | dol(高音) | re(高音) |
| 讀做     | syang     | zhhe     | gong     | huan     | hoo       | su       | yi       | syang | zhhe | gong | huan | liu | wu | yi | syang     | zhhe     |

（低音除合士一以外寫法和中音一樣，高音加人字旁） 
（事實上因為律制的不同，凡的音高介於Fa到升Fa之間，一、乙介於降Si與Si之間）
調式稱為「管」，例如：上管、大工管、小工管、凡管、士管等等。
而節奏則以板、撩稱呼。

## 北管樂器
北管樂器主要分為文武場，武場主要以鼓板類、銅類樂器所組成；而文場則以其他旋律樂器所構成，分為豎線（弓弦樂器）、倒線（彈撥、擊弦樂器）、吹類
（一）鼓板類：小鼓（即板鼓、亦稱叭鼓、答鼓，搭配搖板或扣子板使用）、通鼓（即是堂鼓）、大鼓、扁鼓、搏拊、板、叩子、柷
（二）銅類（銅器類、下手）：鈔（與鐃）、雙音（銅製小鈴）、大鑼、鑼（平面鑼、馬鑼）、七音（七音鑼）、叫鑼、銅鐘、響盞（與京戲手鑼雷同但音調較高）
（三）豎線（弓弦類）：提弦（殼子弦、即椰胡）、吊鬼仔（即京胡）、和弦（胖胡、即低音殼弦）、喇叭絃
（四）倒線（彈撥類）：月琴（北管用的月琴乃是京劇月琴，又叫頭手琴）、雙清、三弦、秦琴、琵琶、箏、洋琴
（五）吹類：大吹（即嗩吶）、小吹（即噯仔）、叭子（即小嗩吶、海笛）、品仔（即是笛子）、鴨母笛（管子的俗稱）、箎、笙、籥、塤
然而北管樂器編制上彈性空間極大，尤其文場除了領奏胡琴(提絃、吊鬼仔)、大吹、噠仔應用於相關場合不可變動外，其餘皆可自由調度安插

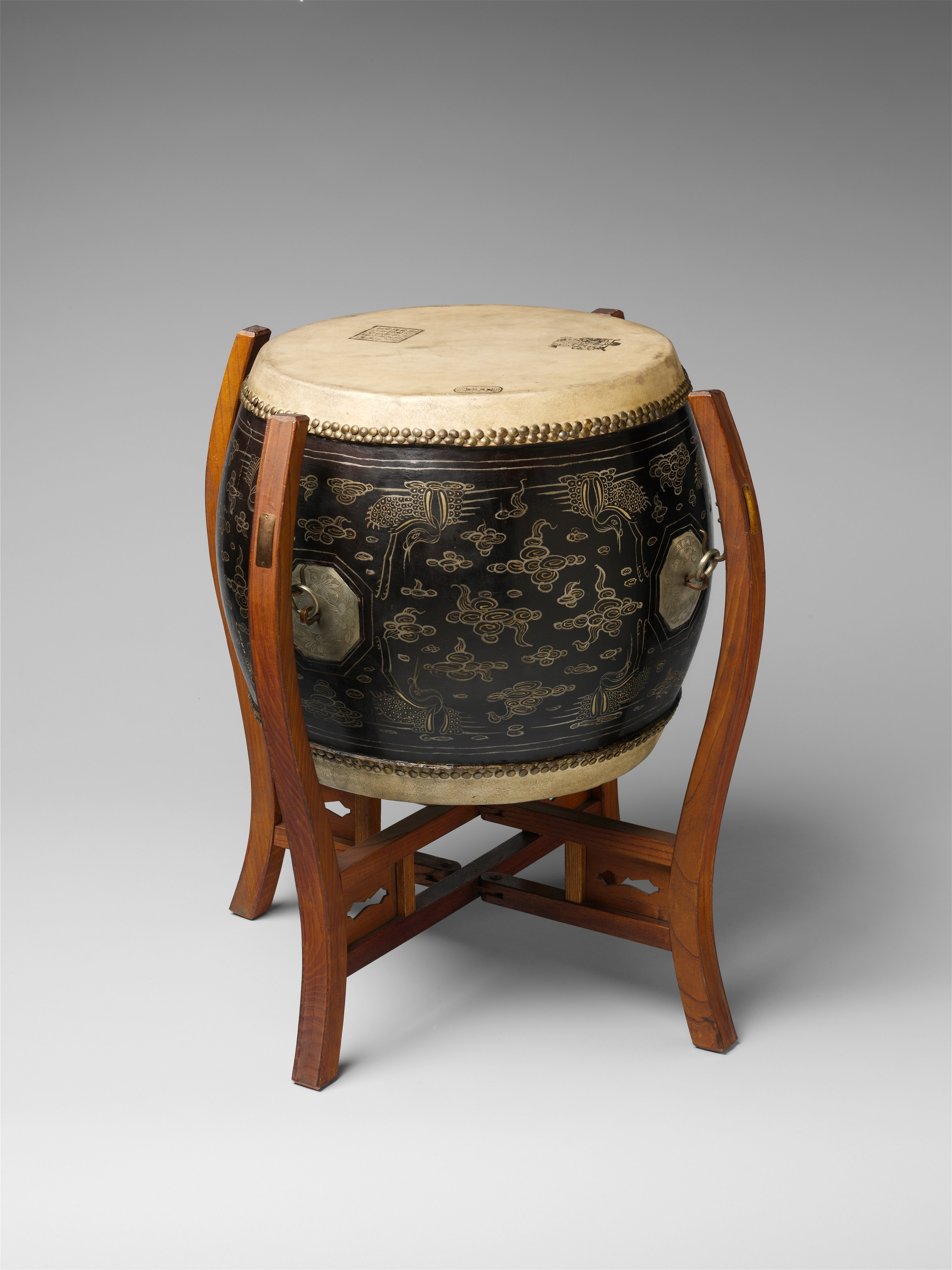
堂鼓
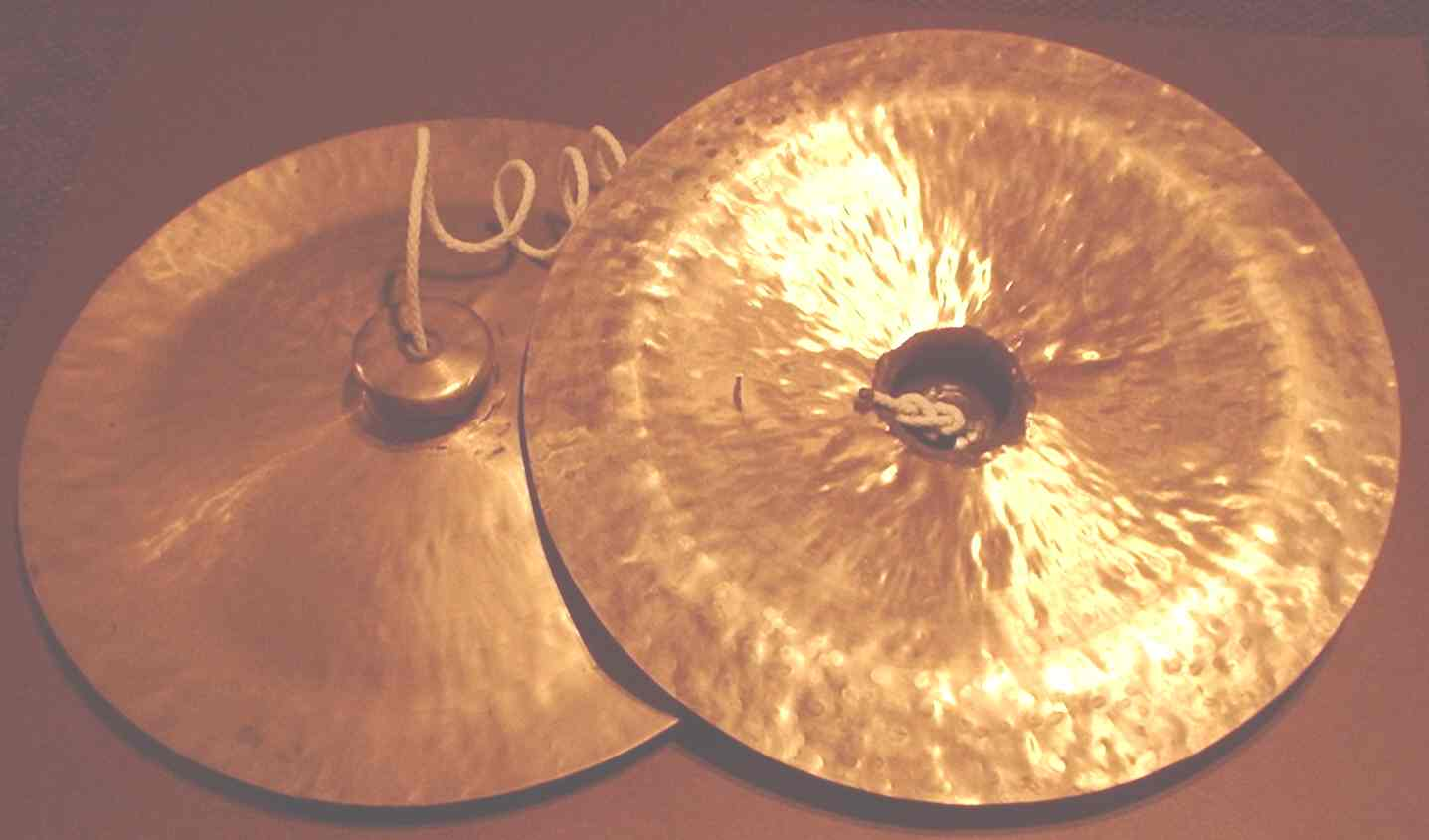
鈸
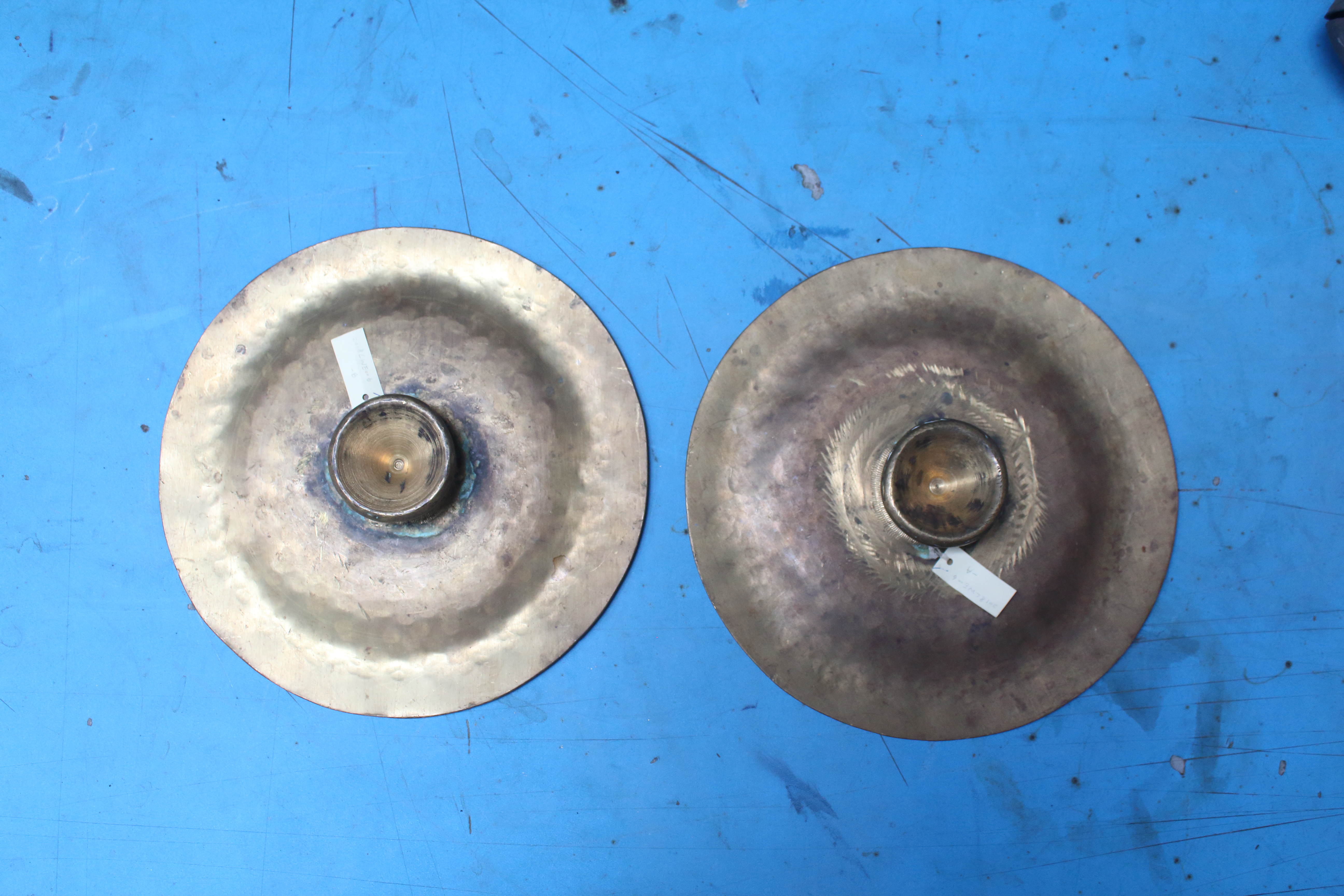
鐃
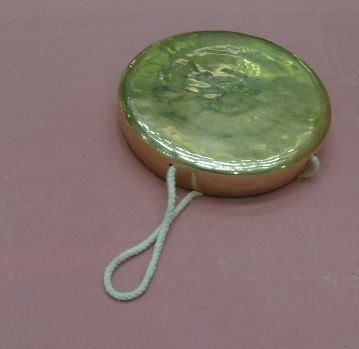
小鑼
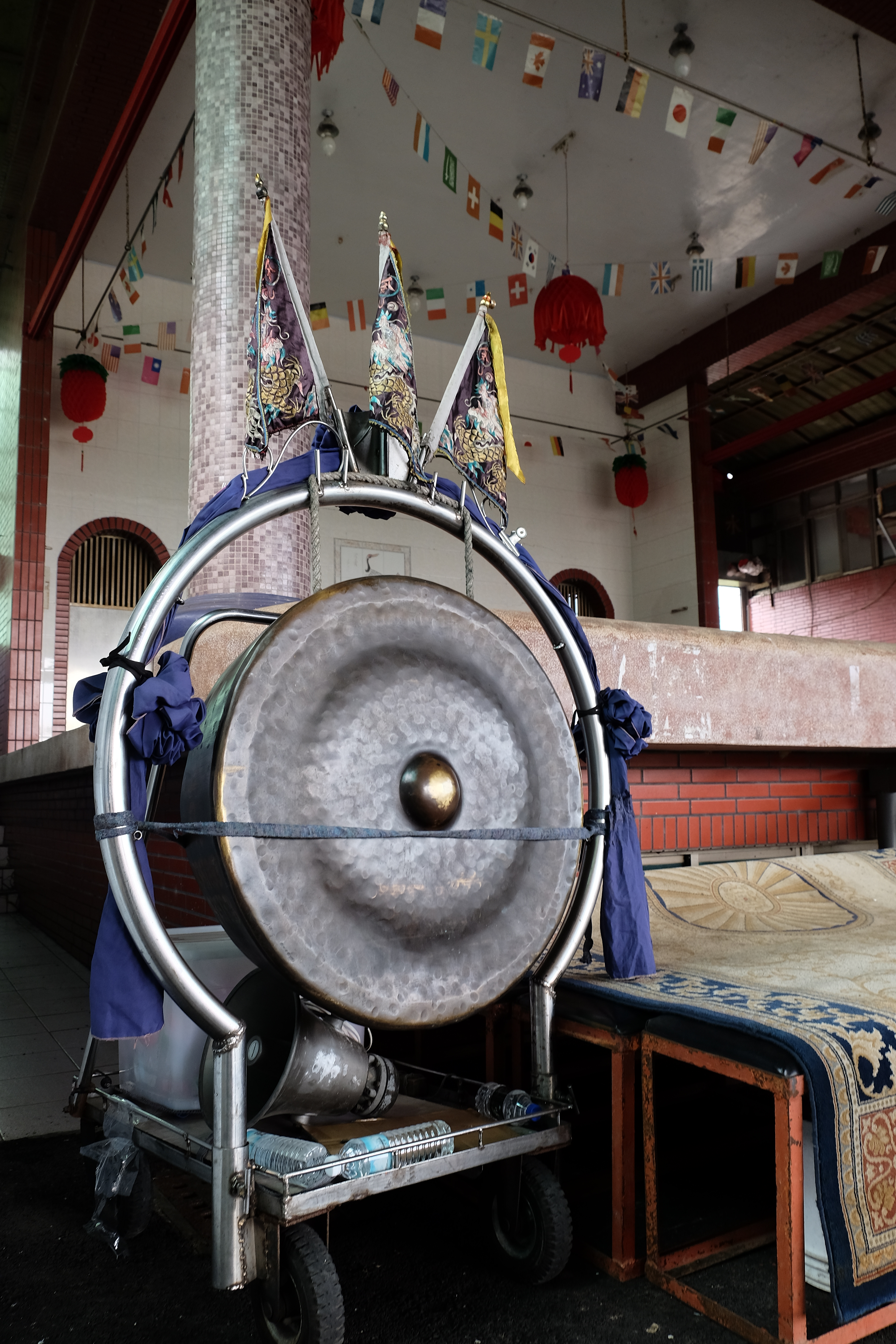
大鑼
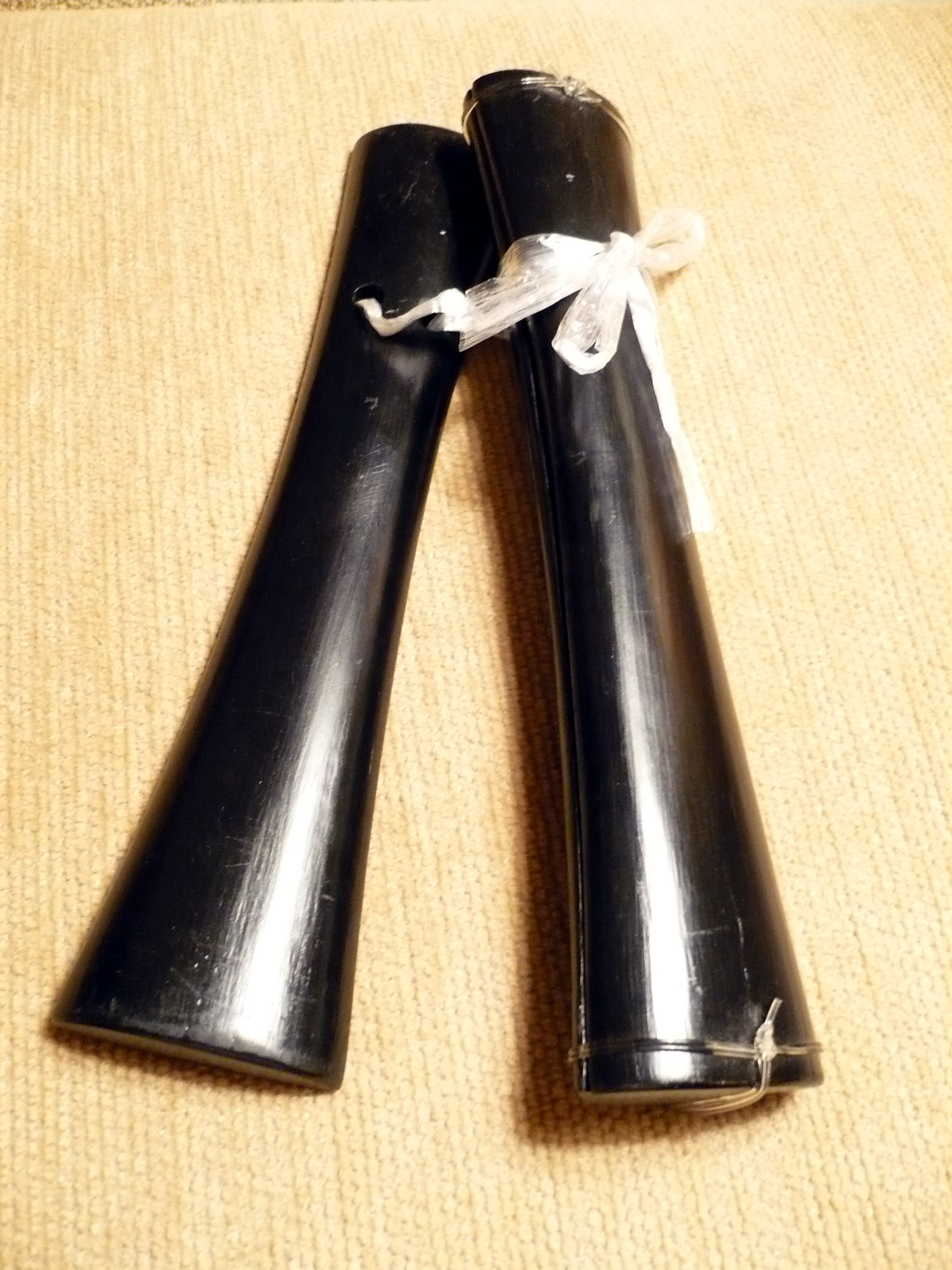
夾塞（竹板）
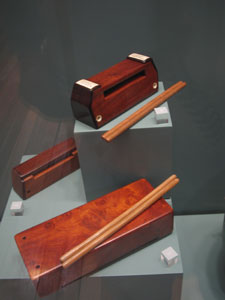
敲仔（梆子）
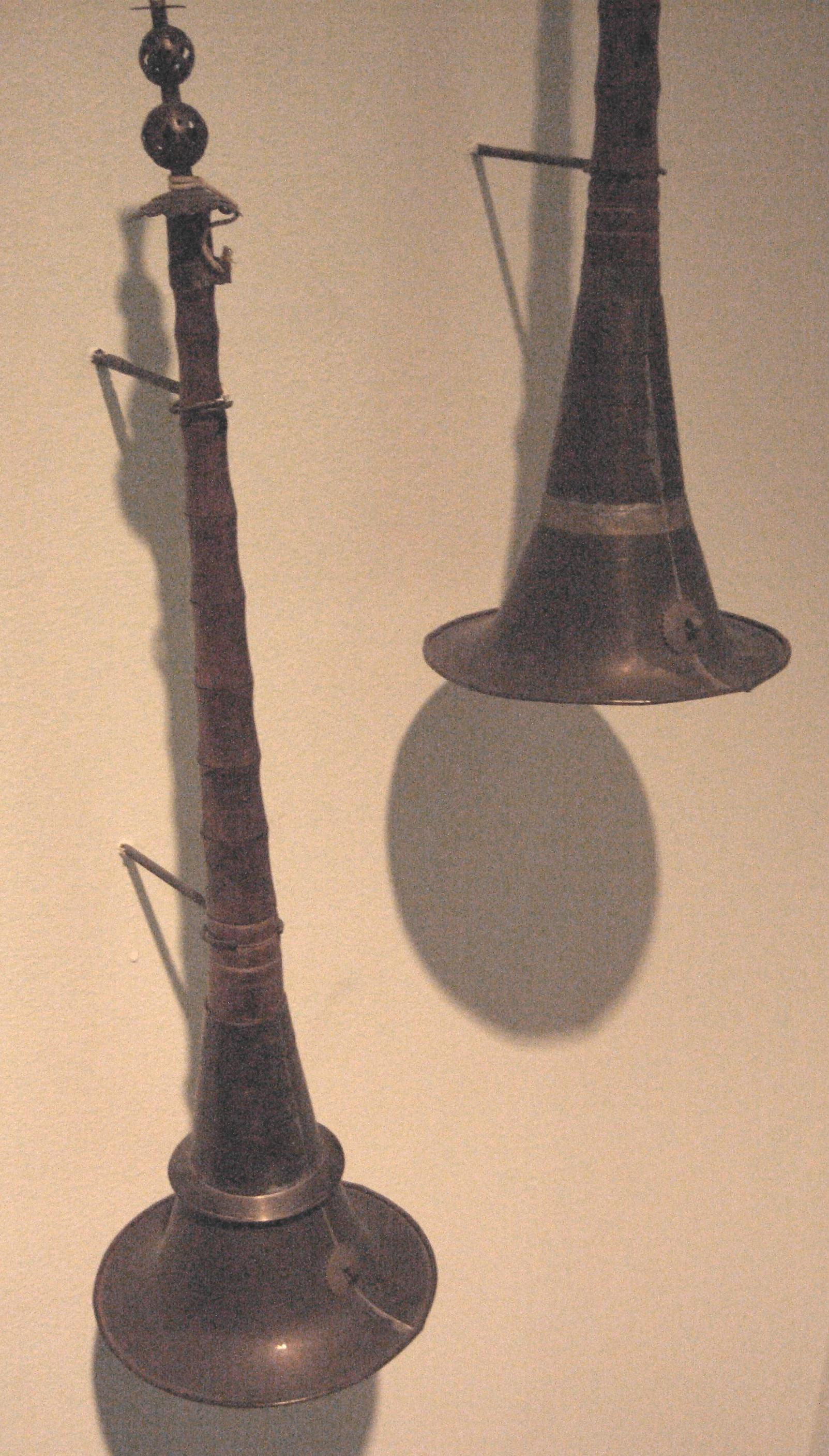
嗩吶
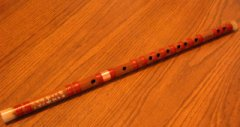
笛子
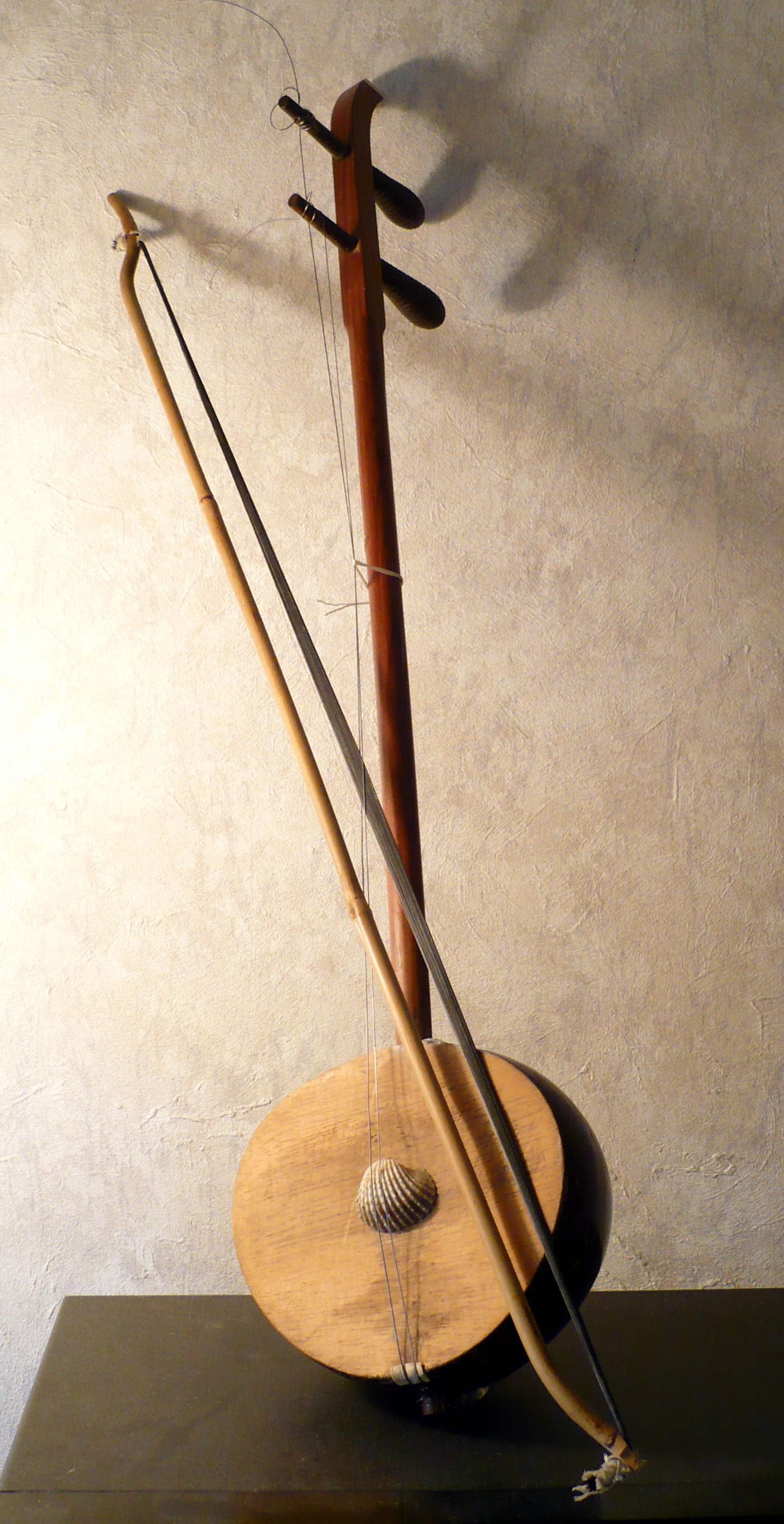
大椰胡
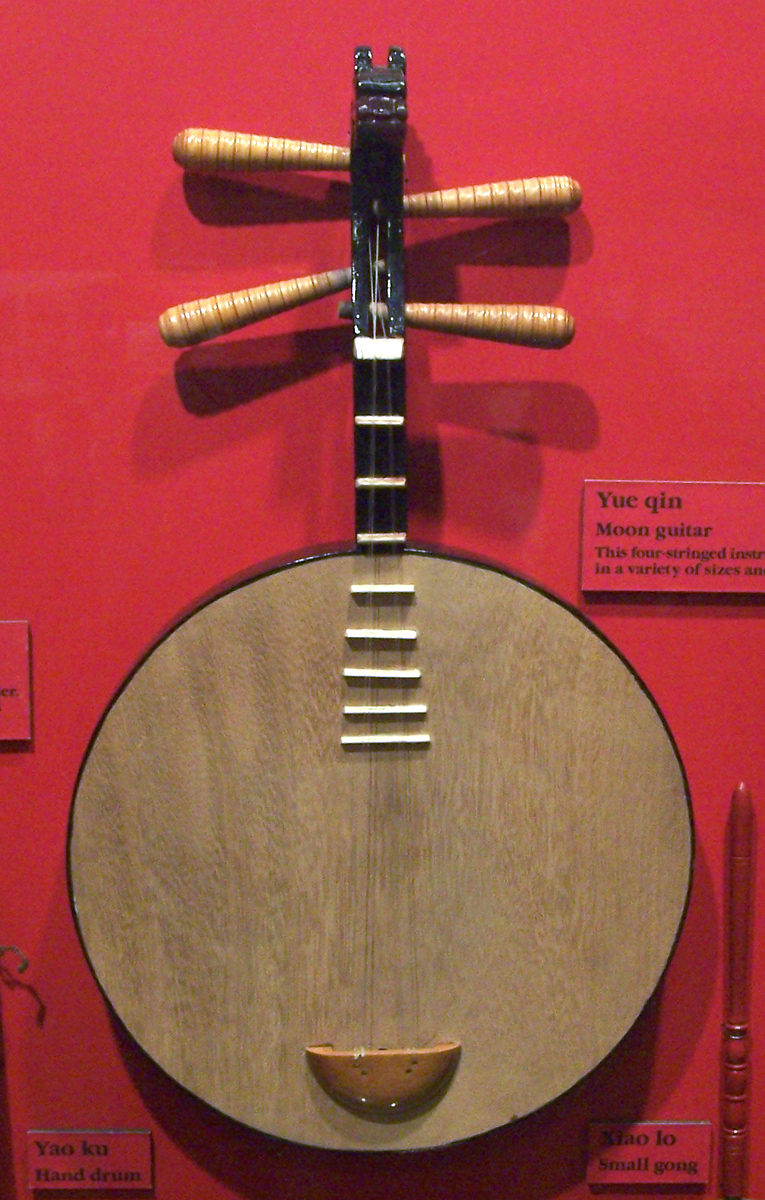
月琴
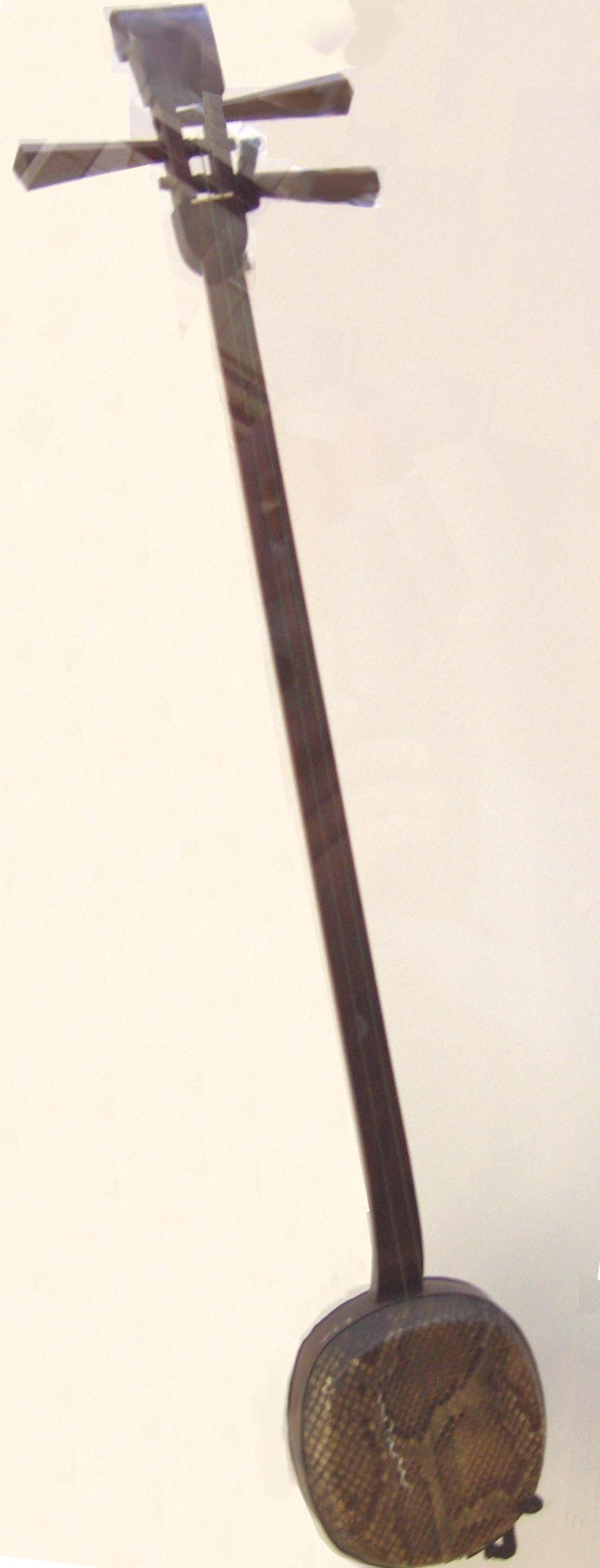
三弦
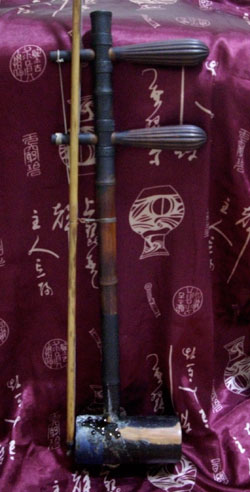
京胡
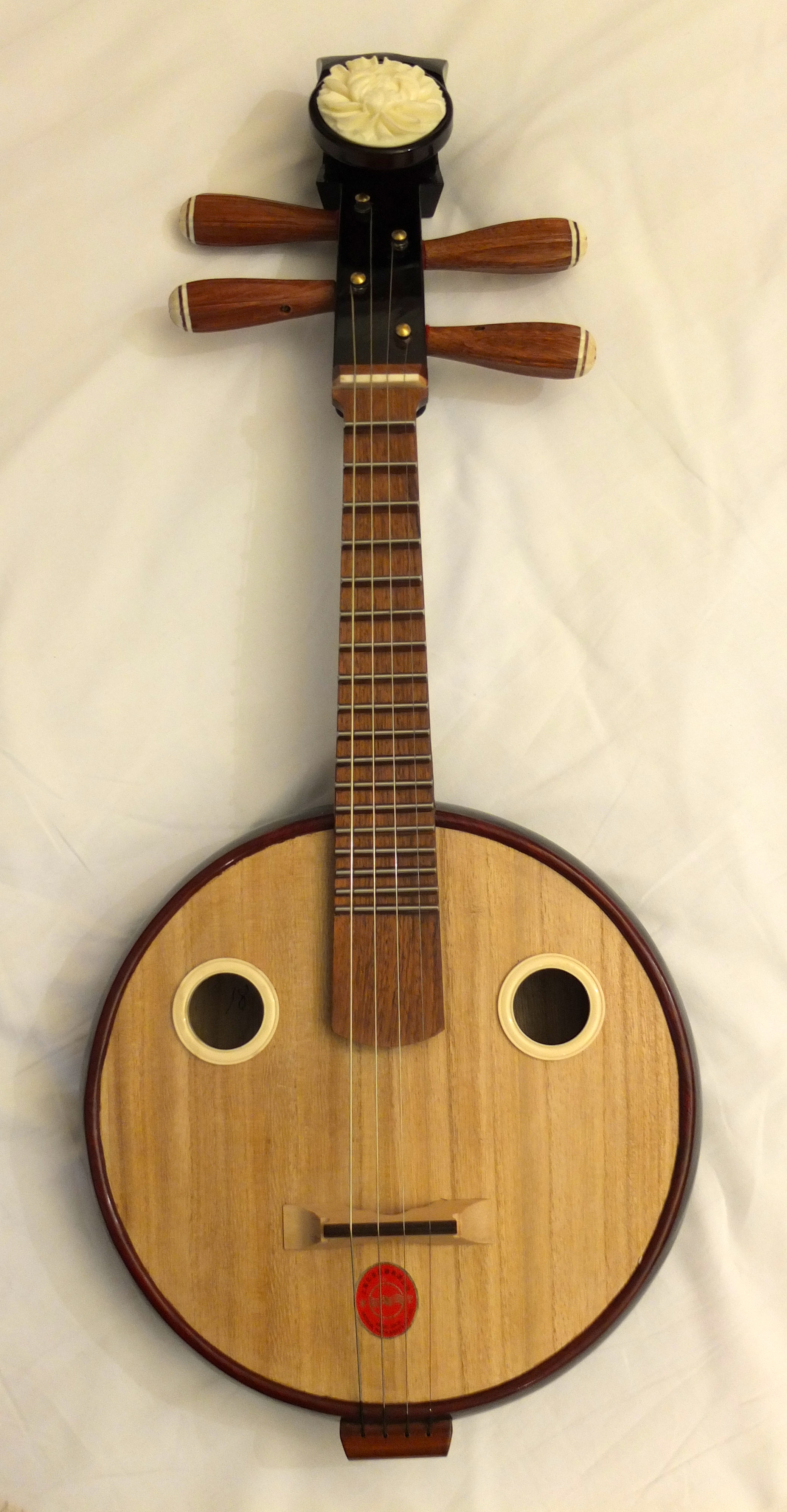
阮

### 定調
北管樂器的定調法稱為管(吹類)、或線(線路類，有時亦稱管)
福路系統嗩吶通常以反字管(筒音為工)、正管(筒音為上)為主，而提絃則以合ㄨ線(5-2五度定絃)為主
西路系統嗩吶通常以士字管(筒音為士)、正管(筒音為上)為主，而吊鬼子則依唱腔所需，分別調有二逢線(合ㄨ線)、西皮線(士工線，6-3五度定絃)、婆士線(上六線1-5五度定絃)
而唱反調時，投手絃皆要改拉反管(亦稱反線，合ㄨ線的反管為上六線，1-5五度定絃、士工線的反管為ㄨ五線，2-6五度定絃)，其他絲竹樂器則配合頭手絃衍生相對應的調法。

## 流派與系統
北管在台灣落地生根先後出現了許多流派，其中以福路系統較早傳入因而稱為舊路，而西皮系統則晚於福路則稱為新路。而除了西福兩派以外，廣義上北管亦包含外江、四平等其他系統與樂種。
多數北管團體傳承是西路與福路皆會傳習，然而演奏西路或福路無論是戲曲或曲牌，鑼鼓點皆有區別而不宜混用；惟福路派鑼鼓較簡單，因此一般常見於廟會即便吹奏西路曲牌仍訛用福路派鑼鼓為主。
北管團體之命名也與其系統有關，多數團體名稱後綴皆與「軒」、「園」、「社」、「堂」，另有「閣」、「郡」、「境」等
其中軒、園派多集中於中、彰；而社、堂派則集中於基隆與宜蘭，台北則四派皆有，然而社派與基隆較為接近因此較為流行。
軒園派、社堂派亦會互相切磋較勁，此種競賽稱為「拚館」，然而拚館不只有比樂曲造詣、還會比傢私誰做的比較華麗氣派、誰的繡旗繡布比較多比較精緻等等。
值得注意的一點是基隆宜蘭的社、堂系統分別為泉、漳移民，社派只傳福路、堂派只傳西路，尤其是在基隆兩派人馬以基隆港(旭川、南榮河)為界，以東為堂派、西為社派，彼此涇渭分明。早期社堂拚館也容易變成械鬥，然而中部的拚館則多數是較為溫良的文藝競爭，因此有「軒園拚、社堂咬」此句俗諺流傳。
在日本時代禁止械鬥之後，基隆派的拚館械鬥則演變成在每年中元放水燈時，繞境隊伍行經旭川必要調頭，往西會以得意堂為首，往東則以聚樂社為首，每經調頭兩派人馬必使出看家本領互相較勁，此習俗至今仍然保存，不只是北管本身的文化，更是歷史的活化石。

### 福路系統
福路（古路；舊路；福祿）的頭手絃（領奏胡琴）為提絃，源流上與梆子系統較為接近。   
唱腔有【彩板】、【流水】（二凡）、【平板】、【十二丈】（與【流水】雷同，但過門不同）、【緊板】、【緊中慢】、【慢中緊】、【四空門】，及以【平板】為基礎衍生出的各種唱腔與過點，例如：【平板疊】（比平板唱時多字）、【疊板】、【長點】、【短點】、【珍珠點】、【大借茶】、【小借茶】、【斬瓜點】（用於《斬瓜》此齣戲）、【蘆花點】（用於蘆花）、【奇逢點】（用於奇逢）等等。

### 西路體系
西路（新路；西皮）的頭手弦是吊鬼仔。   
以定弦分三種一種是西皮線（士工線）、一種為二黃線（合ㄨ線）、還有一種婆士線使用在婆士調，但該唱腔甚為罕用，因此西路的調絃法主要還是以西皮與二黃線為主。
西皮唱腔主要使用西皮線、二黃、二黃平唱腔主要使用二黃線、婆士調用婆士線
而其他則有倒板、雙板（刀子）、慢刀子、疊板、緊板等則是所有定絃皆可用，然而因訂絃不同曲調可能會有一些小差異則會註明例如：西皮倒板、二黃雙板（通常雙板常用於西皮）。
西路扮仙戲亦常梆子腔，實為西路唱腔，但有時福路戲曲則會借去用來穿插於唱腔之中作為花腔所用。

### 唱腔變化

#### 反調
西、福系統皆有反調，例如：【反平板】、【反緊中慢】（即為歌仔戲【陰調】）、【反西皮】、【反二黃】、【反刀子】等等。
反調則為區分現實與夢境、鬼魂、靈體、出竅等狀態而產生之唱腔變化，文場樂器則改以反管演奏，唱腔曲調亦因而做出改變，進而營造出一種與正調唱腔不同的詭異感。

#### 板式變化與特殊應用
多數唱腔皆能衍生出緊、慢版，例如：【緊西皮】、【慢刀子】等、【緊流水】、【緊平板】等等。
沒有前奏的唱腔則稱為碰頭板（接頭板、凹頭板），是由下句起唱。
另外唱腔仍可以插入許多於炫技性質的各式花腔變化、或依劇情需求加入不同的過場譜等等。

## 沒落與保存
台灣政府單位曾給王金鳳、邱火榮等藝員出版生命史專書，曾給潘玉嬌、劉玉鶯、邱火榮、林阿春、賴木松等藝師錄製音樂專輯。
目前漢陽北管劇團是台灣主要的北管亂彈戲職業劇團，創辦人莊進才藝師於2016年獲頒國家文藝奬。其他於基隆市、彰化縣、新竹市、新北市等地亦有業餘子弟組成之子弟戲社團協會，以及定期舉辦之藝術節、文化節等展演節期。
2009年3月3日，台灣行政院文化建設委員會指定漢陽北管劇團為重要傳統藝術北管戲曲類保存團體；彰化梨春園北管樂團為重要傳統藝術北管音樂類保存團體。
21世紀的今日台灣，在迎春、迎神廟會、神誕、新居落成、婚禮、壽慶、甚至喪禮時，仍會聽到各式北管的演出。

## 泉州北管
中國大陸福建泉州的泉港與惠安地區有一種稱為「惠安北管」的音樂，泉州的北管只剩下器樂演奏，常用於節慶陣頭（藝陣），主弦是吊規子（京胡）、提弦（殼子弦），崑腔（吹腔）用曲笛（崑笛）伴奏，相較於臺灣的北管，泉港北管樂曲內容僅為細曲內的小曲，以及部分絃譜，與台灣的北管音樂有一定程度的差異。
2006年5月20日，泉州北管音樂被中國國務院列進第1批國家級非物質文化遺產名錄。

## 外部連結
- 台灣戲曲中心－北管音樂
- 三坑得意堂北管陣頭－文化部文化資產局（页面存档备份，存于）
- 北管戲曲－文化部文化資產局（页面存档备份，存于）
- 亂彈戲(直轄市登錄)－文化部文化資產局（页面存档备份，存于）
- 子弟戲：《販馬記》（13之1） （页面存档备份，存于），文化學院戲劇系學生演出，呂炳川錄製，臺灣音樂館典藏
- 《斬經堂》（6之1） （页面存档备份，存于），臺北靈安社、高敏惠、楊白雄演出，呂炳川錄製，臺灣音樂館典藏
- 北管福祿曲牌《落花洞》 （页面存档备份，存于），新竹市竹樂軒1981年演出，呂炳川錄製，臺灣音樂館典藏
- 北管曲牌《百家春》 （页面存档备份，存于），新竹市南樂堂1981年演出，呂炳川錄製，臺灣音樂館典藏
- 北管曲牌《將軍令》 （页面存档备份，存于），新竹市南樂堂1981年演出，呂炳川錄製，臺灣音樂館典藏
- 1977年臺灣北部大縣市民俗音樂欣賞會現場實況錄音（一） （页面存档备份，存于），地點：新竹縣新埔鎮褒忠亭，呂炳川錄製，臺灣音樂館典藏
- 北管西皮：《八大鎚》 （页面存档备份，存于），1980年度新竹民俗音樂欣賞會，呂炳川錄製，臺灣音樂館典藏